# Association des plus beaux villages du Québec
L'Association des plus beaux villages du Québec est un organisme culturel ayant pour objectif de promouvoir dans les municipalités villageoises du Québec la préservation et la mise en valeur du patrimoine architectural et historique et la qualité du paysage. Elle compte 35 villages membres répartis dans onze régions touristiques. Elle a été fondée en 1997 par Jean-Marie Girardville. 
Ce concept existe également en Belgique, en France et en Italie. Depuis le 7 juillet 2012, l'association est membre de la Fédération internationale « Les Plus Beaux Villages de la Terre ».

## Villages classés par région touristique
(d'est en ouest)

### Îles-de-la-Madeleine
- Les Îles-de-la-Madeleine

Spécifiquement, Havre-Aubert est situé sur l'Île du Havre Aubert dans l'archipel des Îles-de-la-Madeleine. On y retrouve deux principaux secteurs, le Portage-du-Cap, vers Bassin, à l'ouest, et le Havre-Aubert, à l'est. L'isthme de La Grave, en forme d'hameçon, a été classé comme patrimoine culturel en 1983.

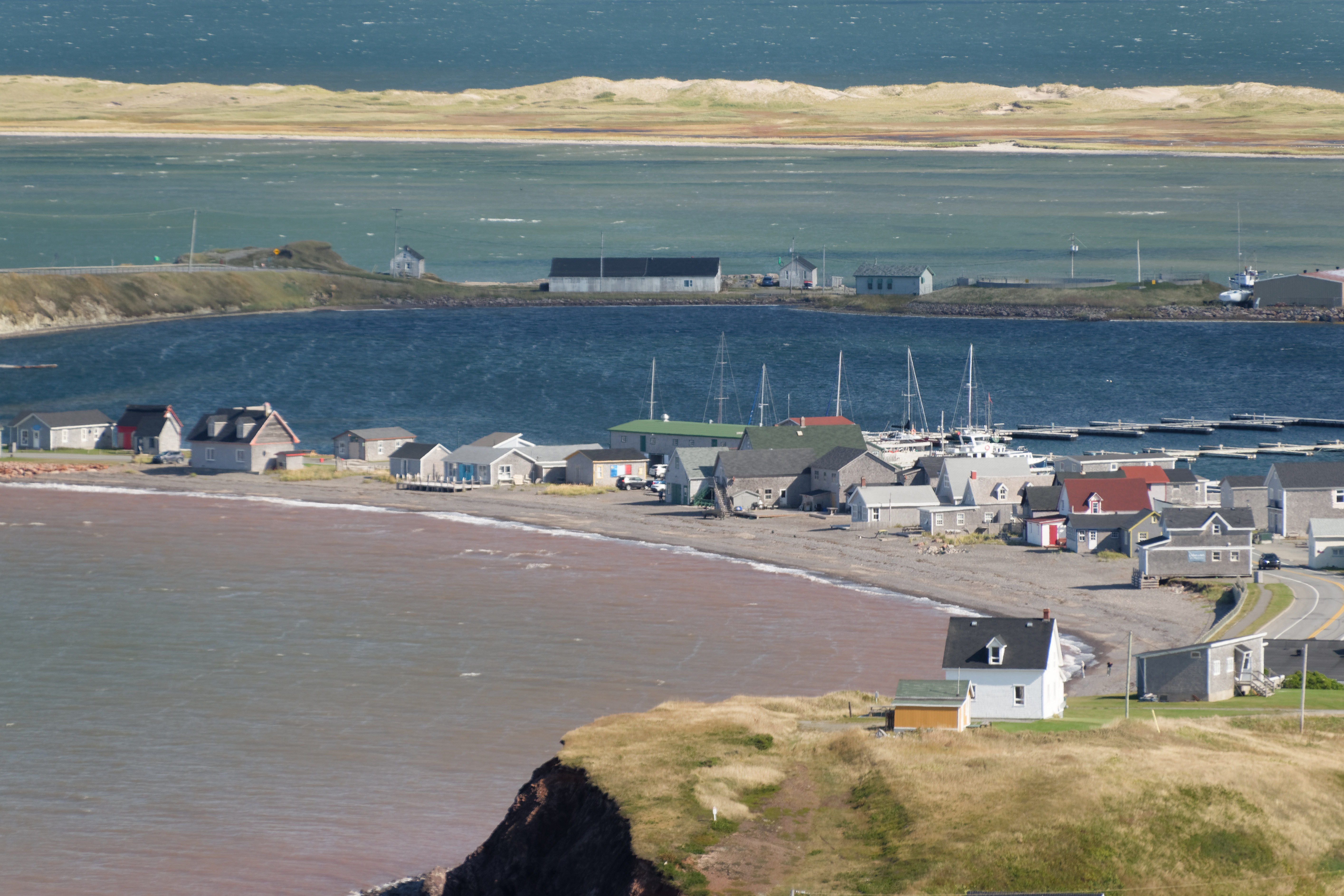
Site historique de La Grave
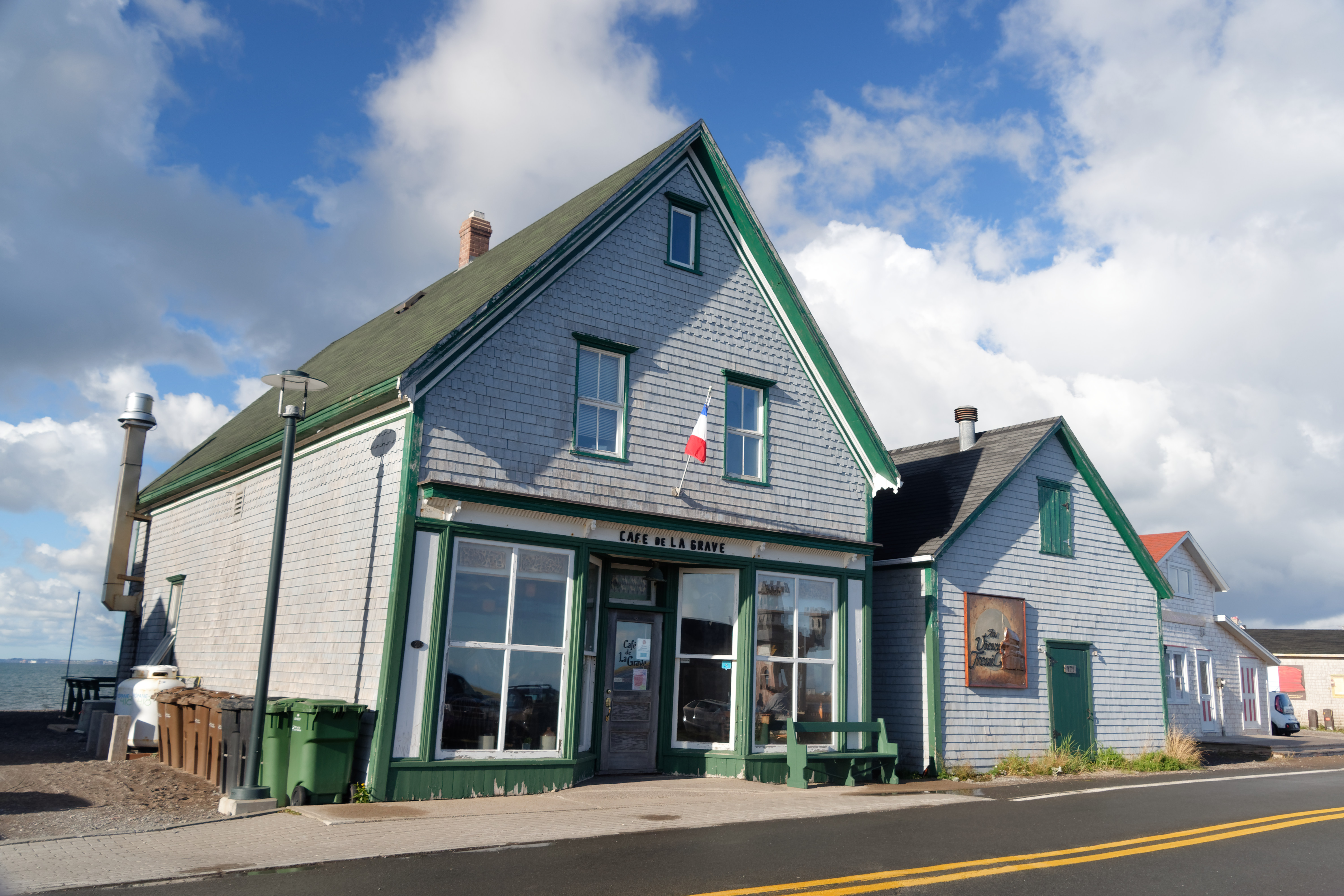
Site historique de La Grave
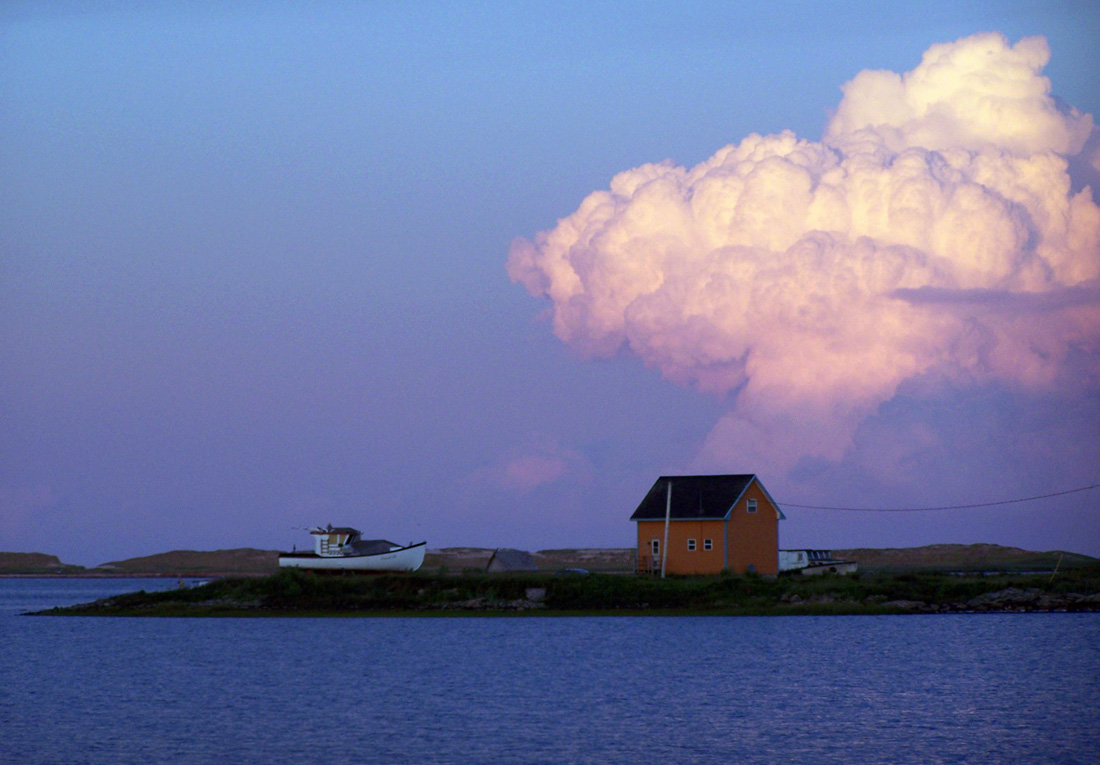
Havre-Aubert

### Gaspésie
- Métis-sur-Mer

Métis-sur-Mer est un village de près de 600 habitants situé dans l'est du Québec sur les bords du fleuve Saint-Laurent dans la péninsule gaspésienne au Bas-Saint-Laurent.
- Percé

Percé est établi à la pointe de la péninsule gaspésienne en face du célèbre rocher Percé et de l’île Bonaventure. Le village s'étend sur environ trois kilomètres entre le Pic de l'Aurore et la Côte Surprise. Reconnu pour la beauté de son paysage et son patrimoine bâti, Percé est situé dans l'arrondissement naturel de Percé, décrété comme tel en 1973 par le gouvernement du Québec. Il s'agit d'une mesure exceptionnelle visant à protéger un environnement en raison de sa valeur esthétique, légendaire et pittoresque. Percé est un territoire à caractère naturel, villageois et touristique d'une superficie de 40 kilomètres carrés.
L'Anse-à-Beaufils, est un autre village, au sein de Percé, inclus dans l'association.

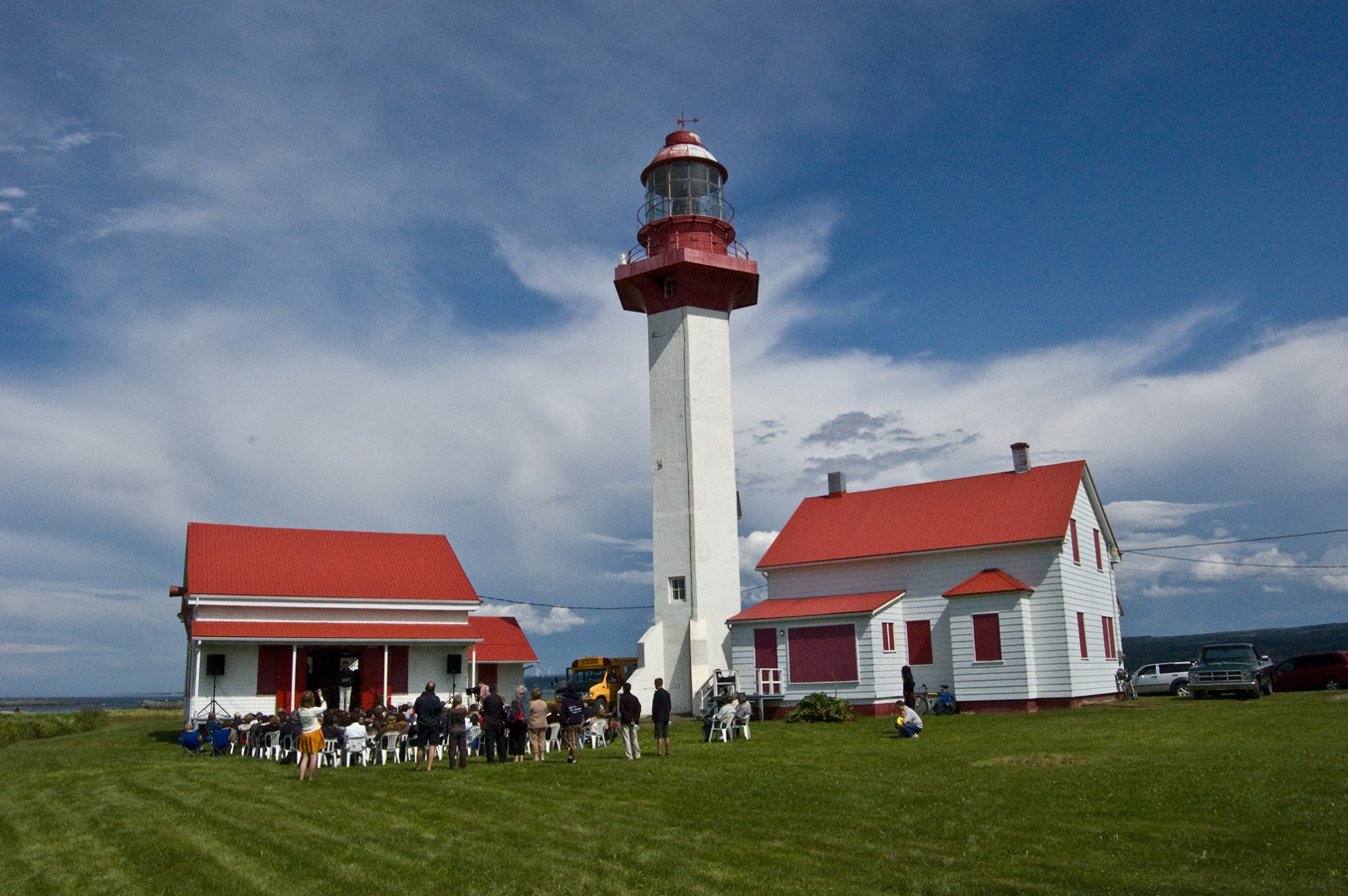
Métis-sur-Mer
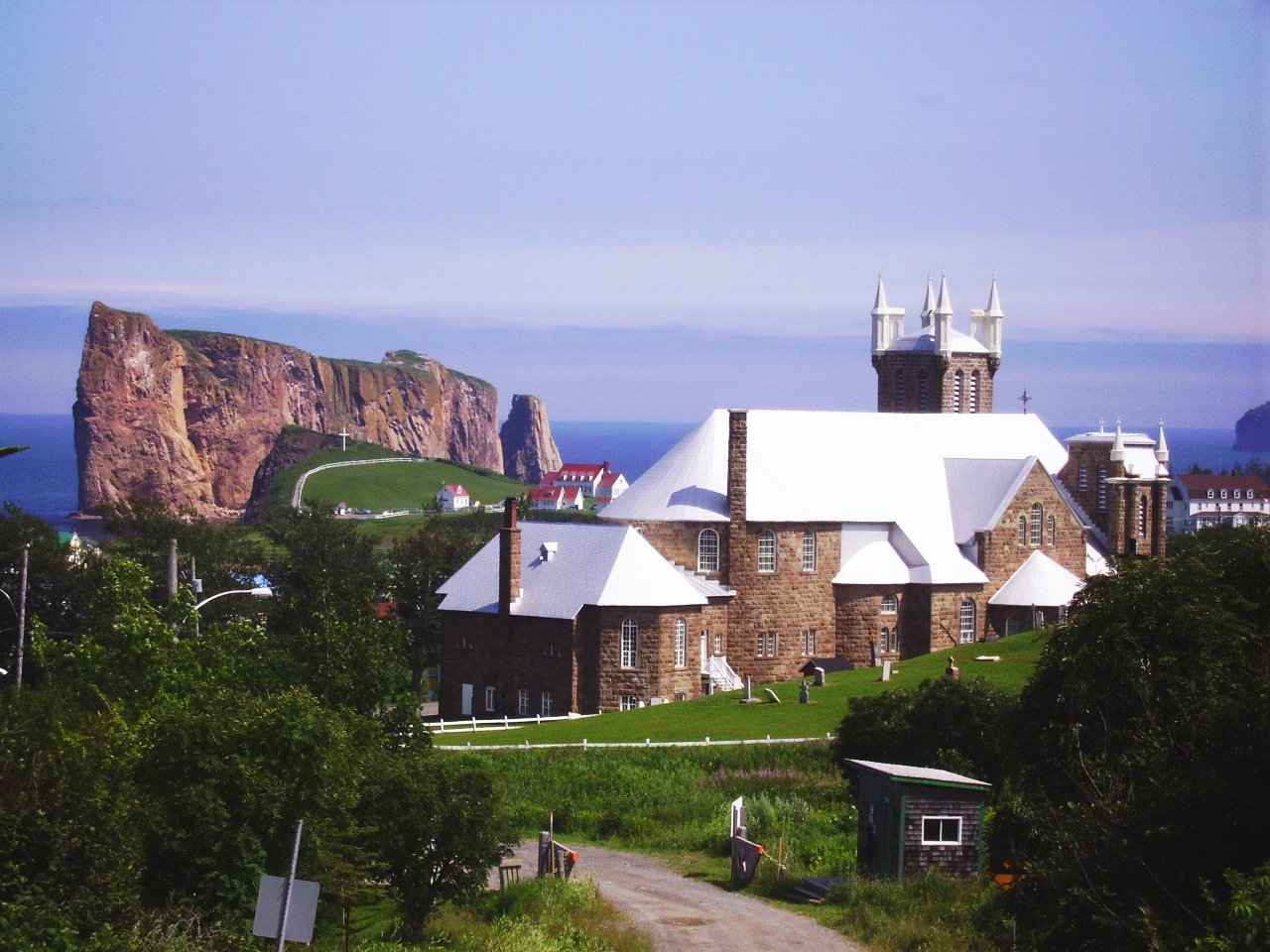
Percé
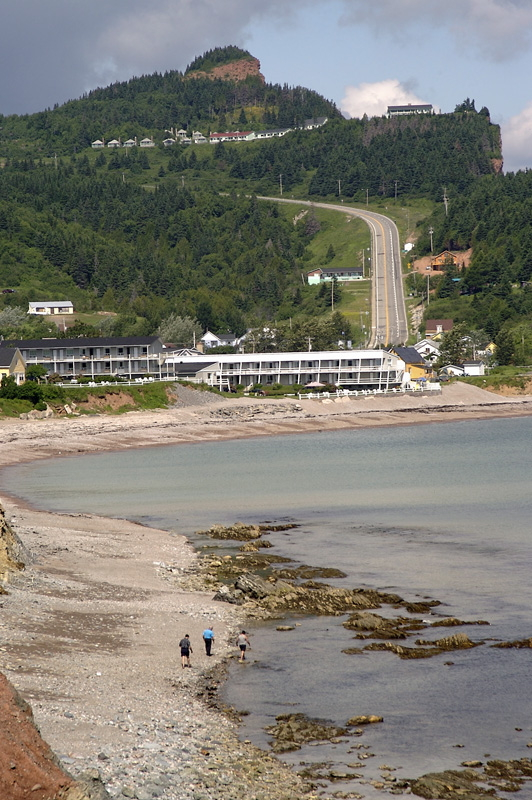
Pic de l'Aurore, vue du sud

### Manicouagan
- Tadoussac

Tadoussac est situé dans la municipalité régionale de comté (MRC) de La Haute-Côte-Nord et de la région administrative de la Côte-Nord, à l'embouchure de la rivière Saguenay. On y a dénombré une population de près de 850 habitants. Le village est reconnu comme le plus vieux du Québec. Il a célébré son 400e anniversaire en l'an 2000.

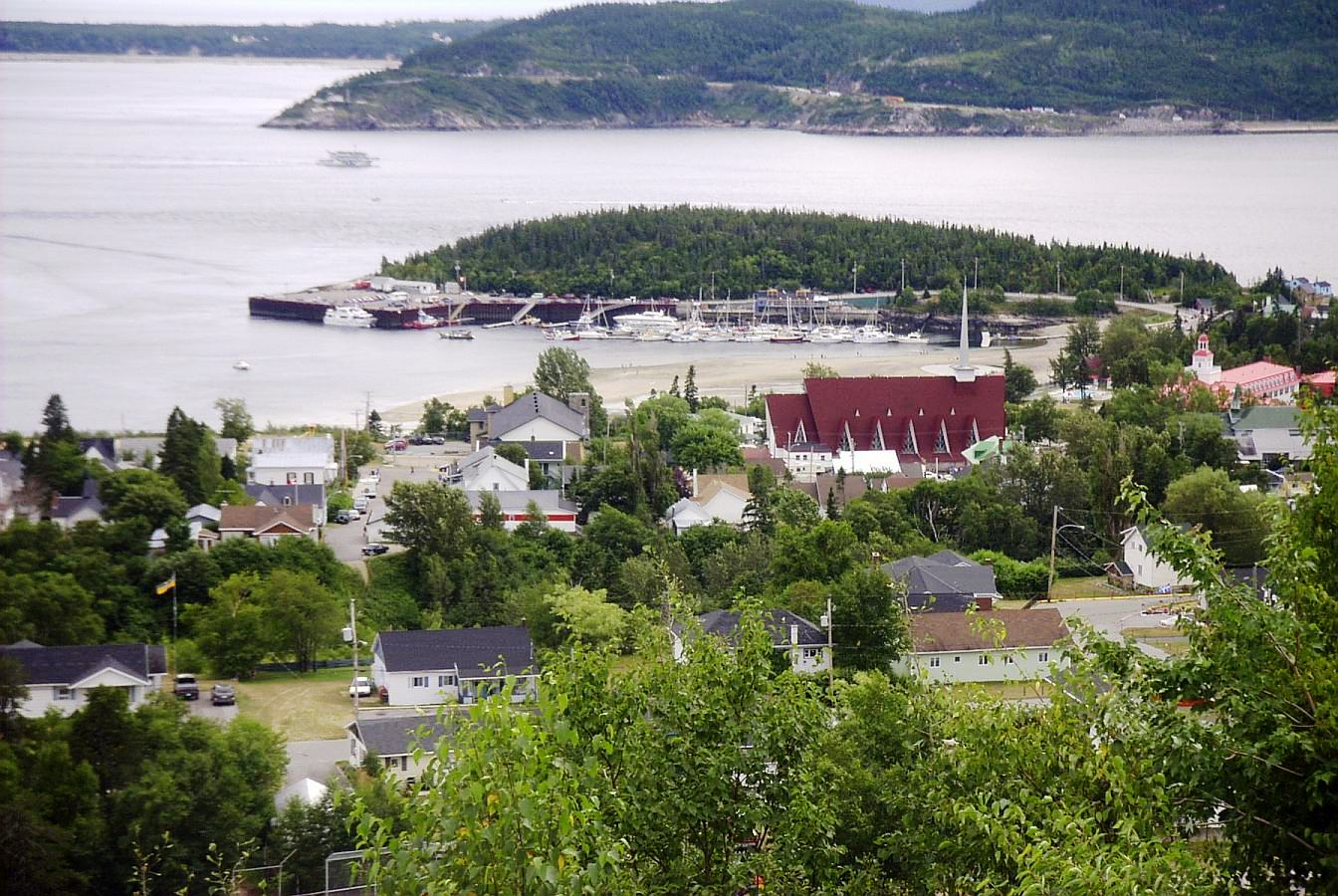
Tadoussac

### Bas-Saint-Laurent
- Cacouna

Cacouna est située dans la municipalité régionale de comté de Rivière-du-Loup, dans la région administrative du Bas-Saint-Laurent à 225 km à l'est de Québec. Avec ses quelque 1 800 habitants, elle possède un cachet résidentiel qui se distingue par la qualité de son cadre bâti, lequel compte de nombreuses résidences dénotant un patrimoine architectural unique.
- Kamouraska

Situé sur la rive sud de l’estuaire du fleuve Saint-Laurent, Kamouraska a été, grâce à la beauté de son site et la qualité de son patrimoine bâti, un des premiers villages à faire partie de l'Association des plus beaux villages du Québec.
- Notre-Dame-du-Portage

Un patrimoine riche et ancien, une destination de villégiature recherchée, un panorama infini du fleuve Saint-Laurent et des montagnes de Charlevoix, de l'autre côté... Notre-Dame-du-Portage est peut-être une banlieue chic de Rivière-du-Loup, mais c'est surtout un petit coin de paradis auquel on revient tout le temps. Les auberges sont chaleureuses et les couchers de soleil ont une renommée internationale.
- Saint-Pacôme

Au cœur du doux pays du Kamouraska, tout proche du Saint-Laurent, Saint-Pacôme réserve des surprises aux visiteurs. Il y a bien entendu la beauté unique du site avec ces monts Appalaches et la rivière Ouelle, mais qui savait que c'est aussi la Capitale planétaire du polar et le lieu de naissance du pianiste virtuose et compositeur québécois André Gagnon ?

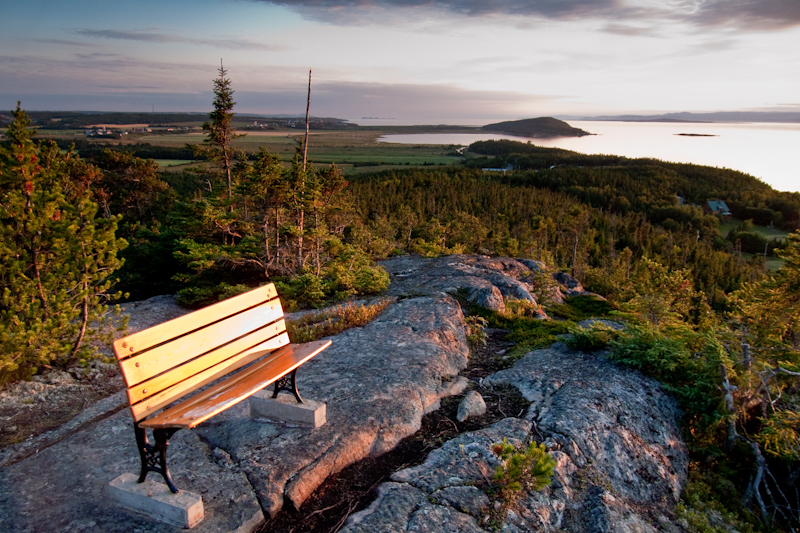
Cacouna
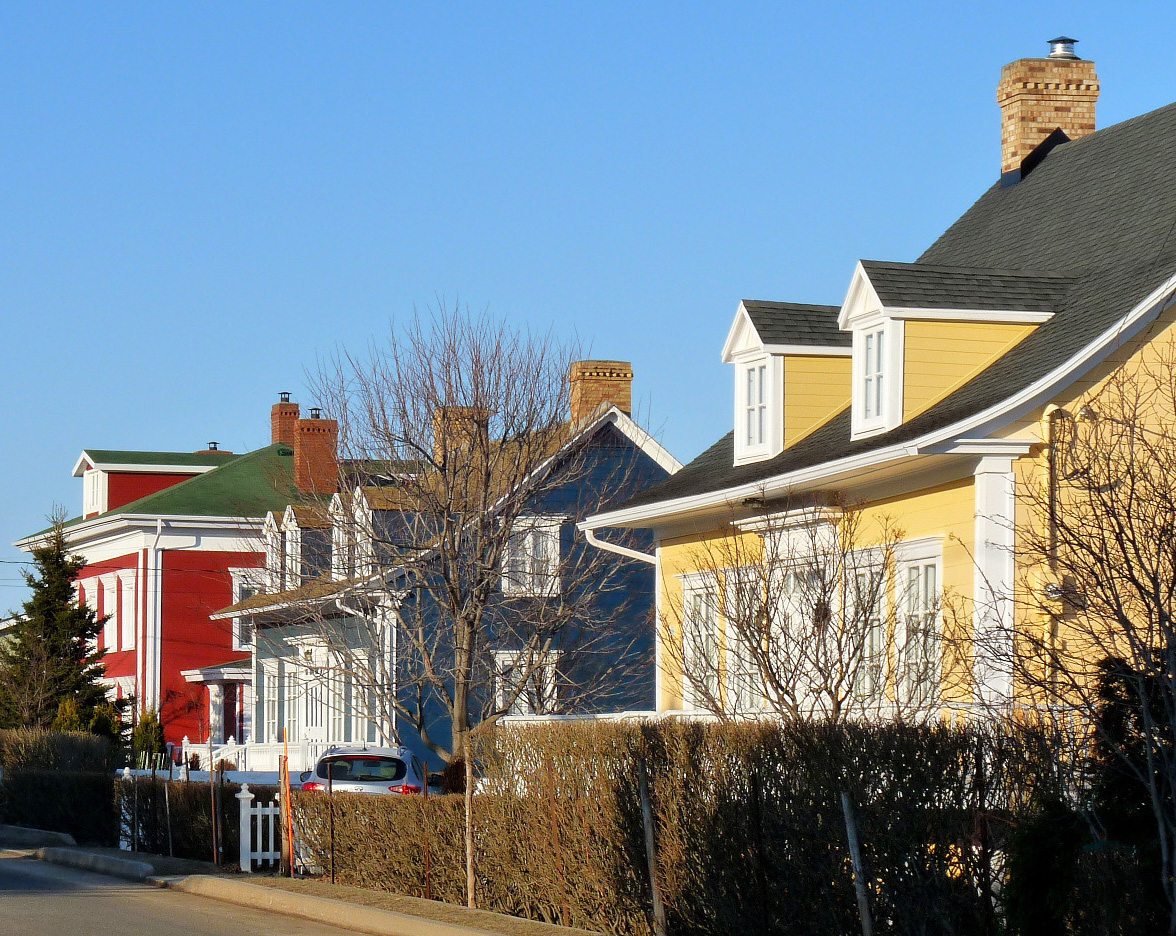
Kamouraska
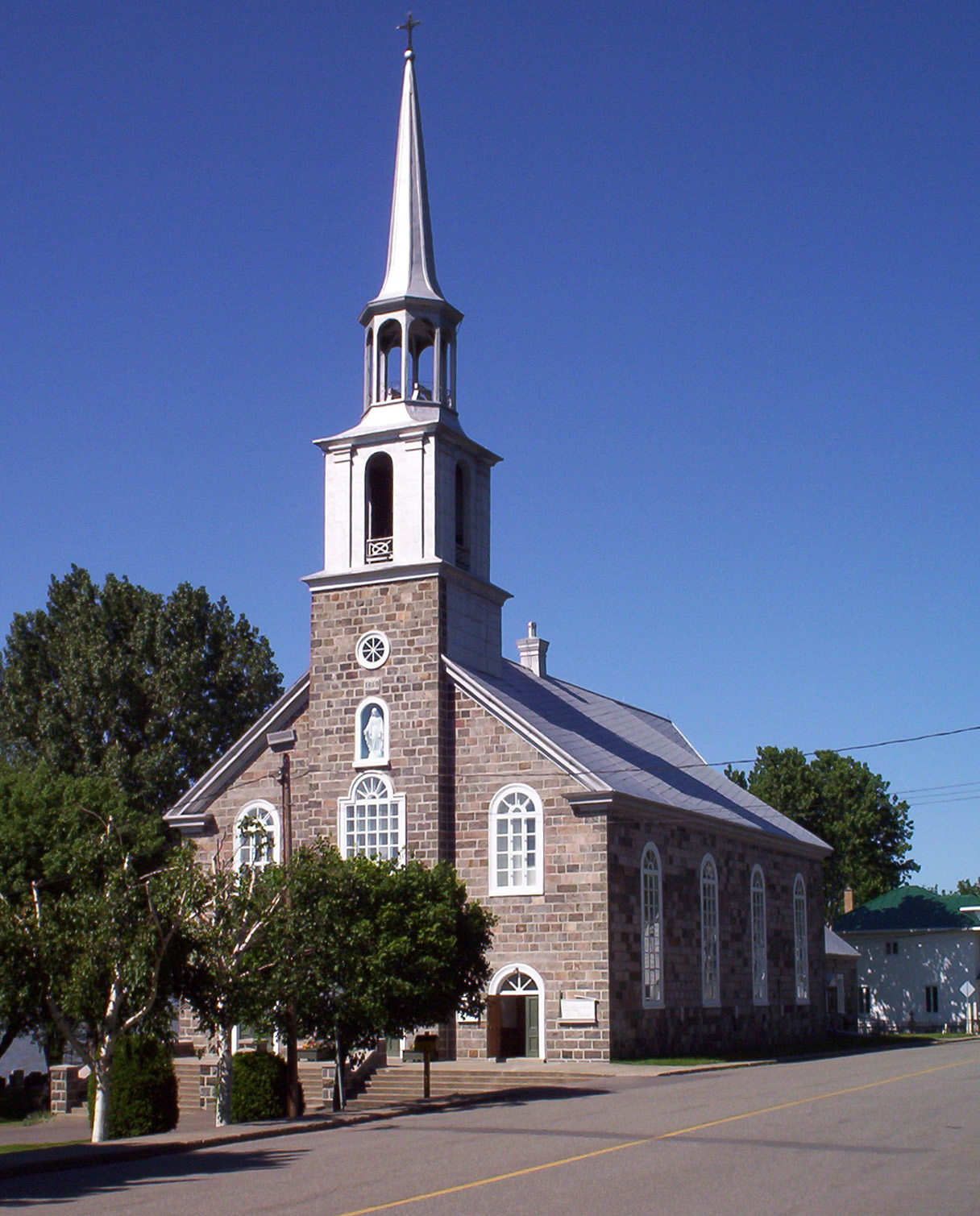
Notre-Dame-du-Portage
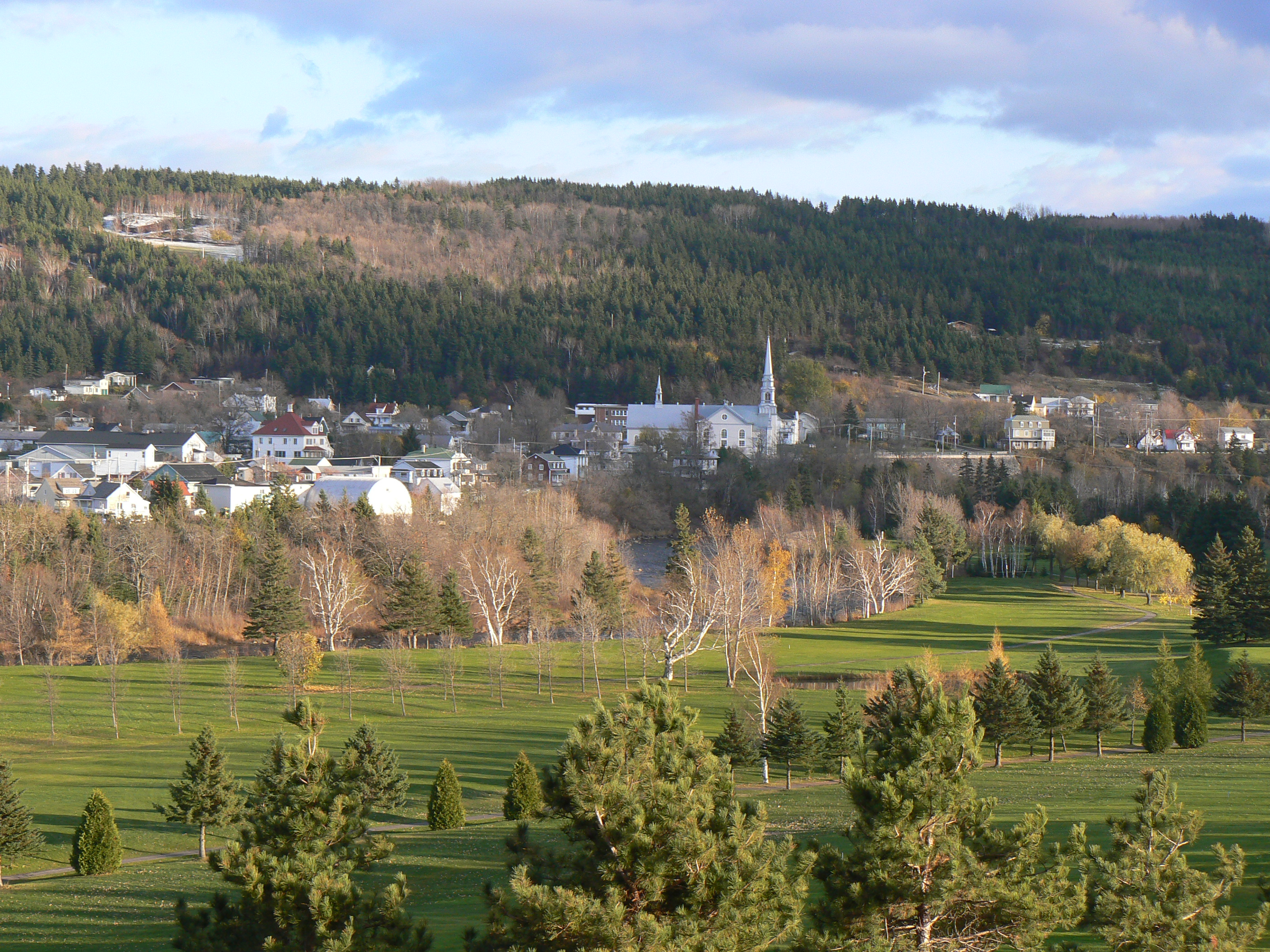
Saint-Pacôme

### Saguenay–Lac-Saint-Jean
- L'Anse-Saint-Jean

Le village est situé au cœur du fjord du Saguenay où l'on trouve plusieurs activités estivales et hivernales telles que le ski alpin au mont Édouard, randonnées pédestres, randonnées en raquettes, équitation, randonnées en traîneau à chien, croisières et autres. Le belvédère de l'anse de Tabatière du parc national du Saguenay donne aussi un point de vue spectaculaire sur le fjord.
- Sainte-Rose-du-Nord

Entouré de montagnes boisées, le village d'environ 480 habitants se trouve sur la rive nord du fjord du Saguenay, entre Chicoutimi et Tadoussac. Il était autrefois connu sous le nom de « la Descente-des-Femmes ».

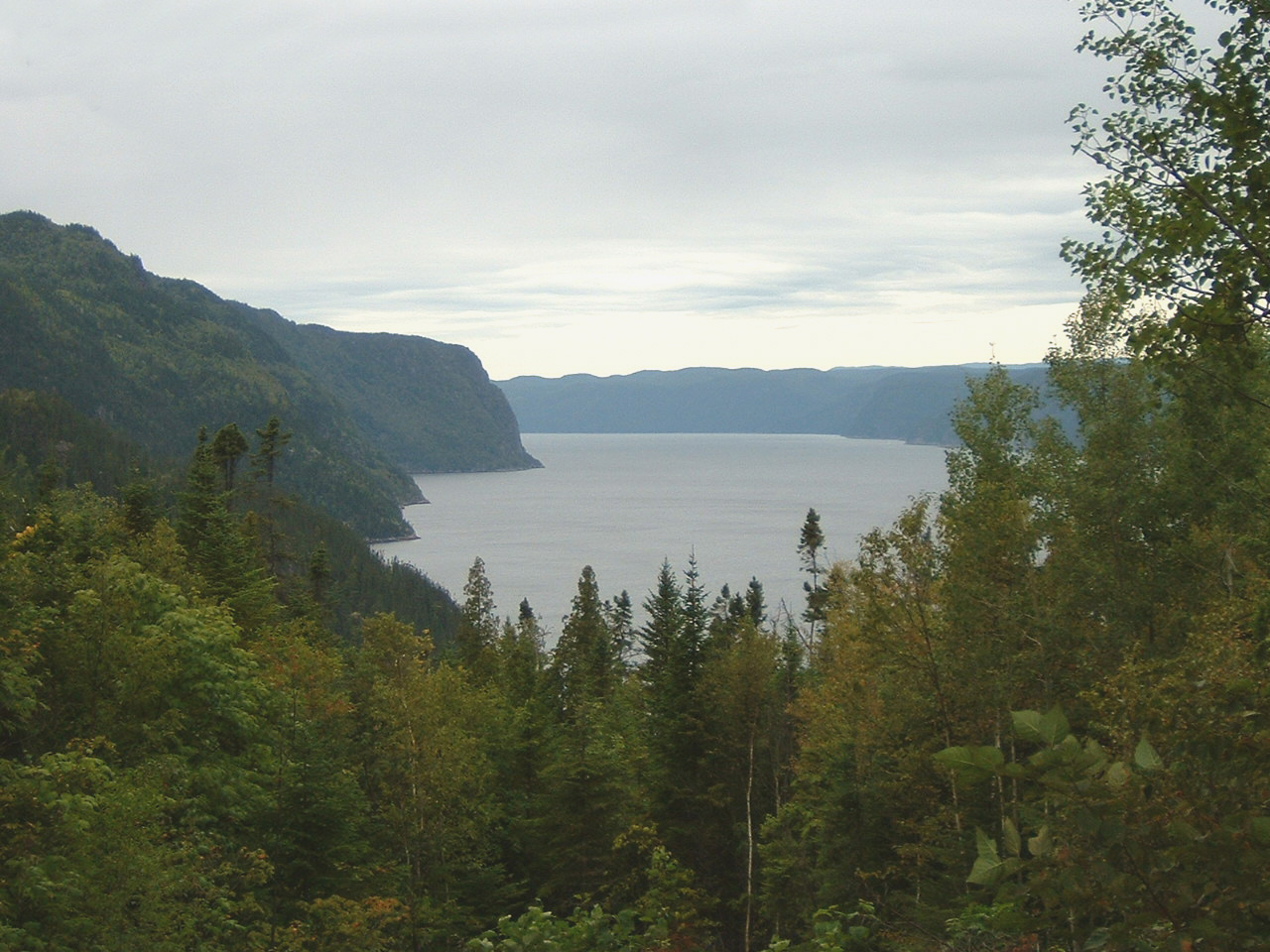
L'Anse-Saint-Jean
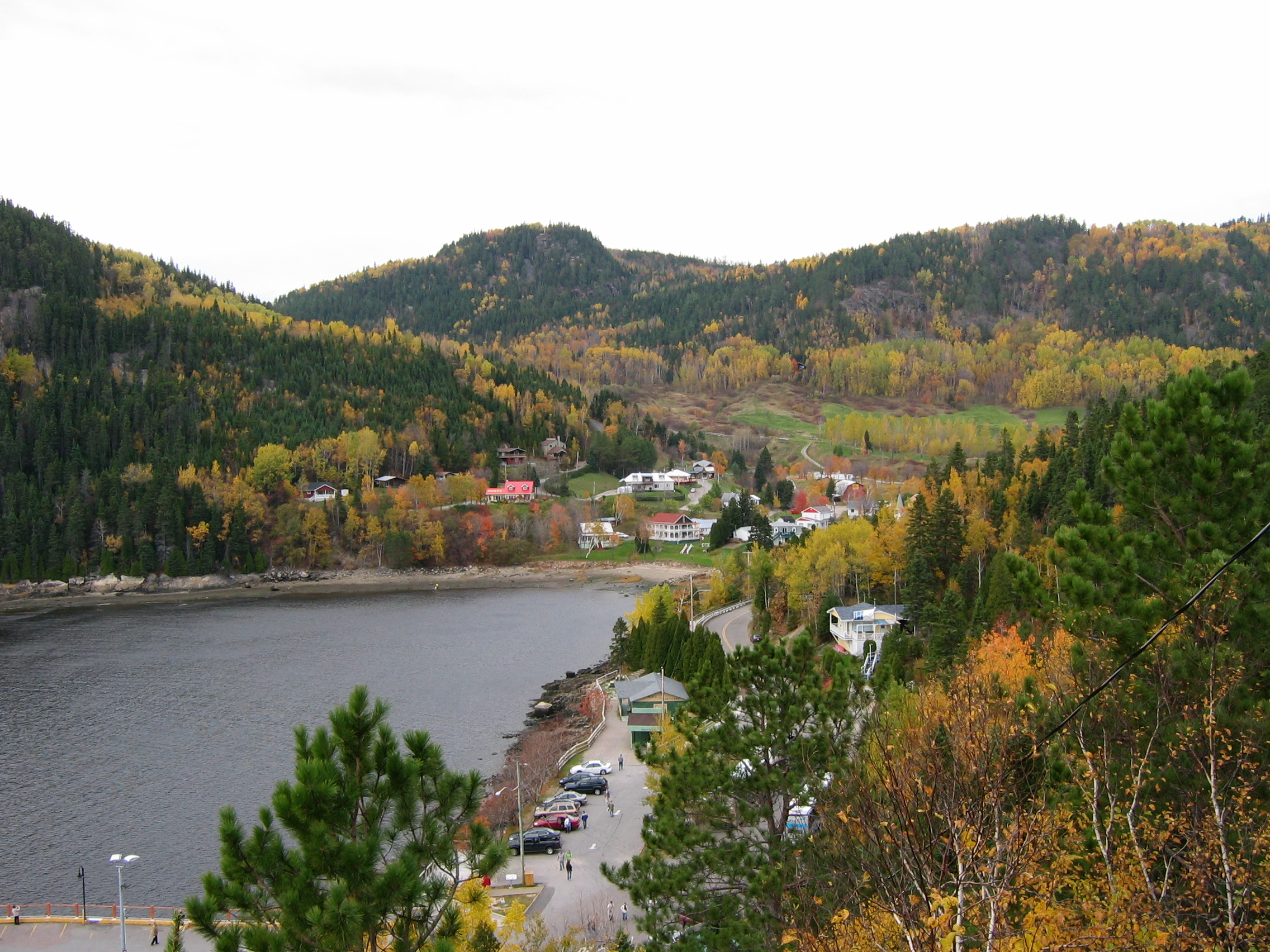
Sainte-Rose-du-Nord

### Charlevoix
- Les Éboulements / Saint-Joseph-de-la-Rive

Les Éboulements est une municipalité de la région de Charlevoix. Au nord-ouest du village se trouve le Mont des Éboulements, point d'impact d'un astéroïde il y a environ 360 millions d'années, créant ce qu'on appelle le cratère de Charlevoix. À plusieurs égards, l'histoire de cette municipalité est un chapitre important de celle du Québec.
- Port-au-Persil / Saint-Siméon

Le minuscule hameau de Port-au-Persil, ainsi nommé par Champlain, est situé au fond d'une petite baie paisible. Des maisons installées au hasard du paysage, près des rochers, sur la rive du fleuve Saint-Laurent, une chapelle en bois blanc construite en 1894, un ruisseau, une chute, des oies sauvages... Port-au-Persil fait partie de la municipalité de Saint-Siméon, terminus nord d'un traversier qui fait la navette avec Rivière-du-Loup sur la rive sud du Saint-Laurent.
- Saint-Irénée

Saint-Irénée, municipalité de Charlevoix-Est nommée en l'honneur d'Irénée de Lyon, est le site du Domaine Forget, centre d'art de renommée internationale. La partie de la municipalité située sur le bord du fleuve est appelée Saint-Irénée-les-Bains.

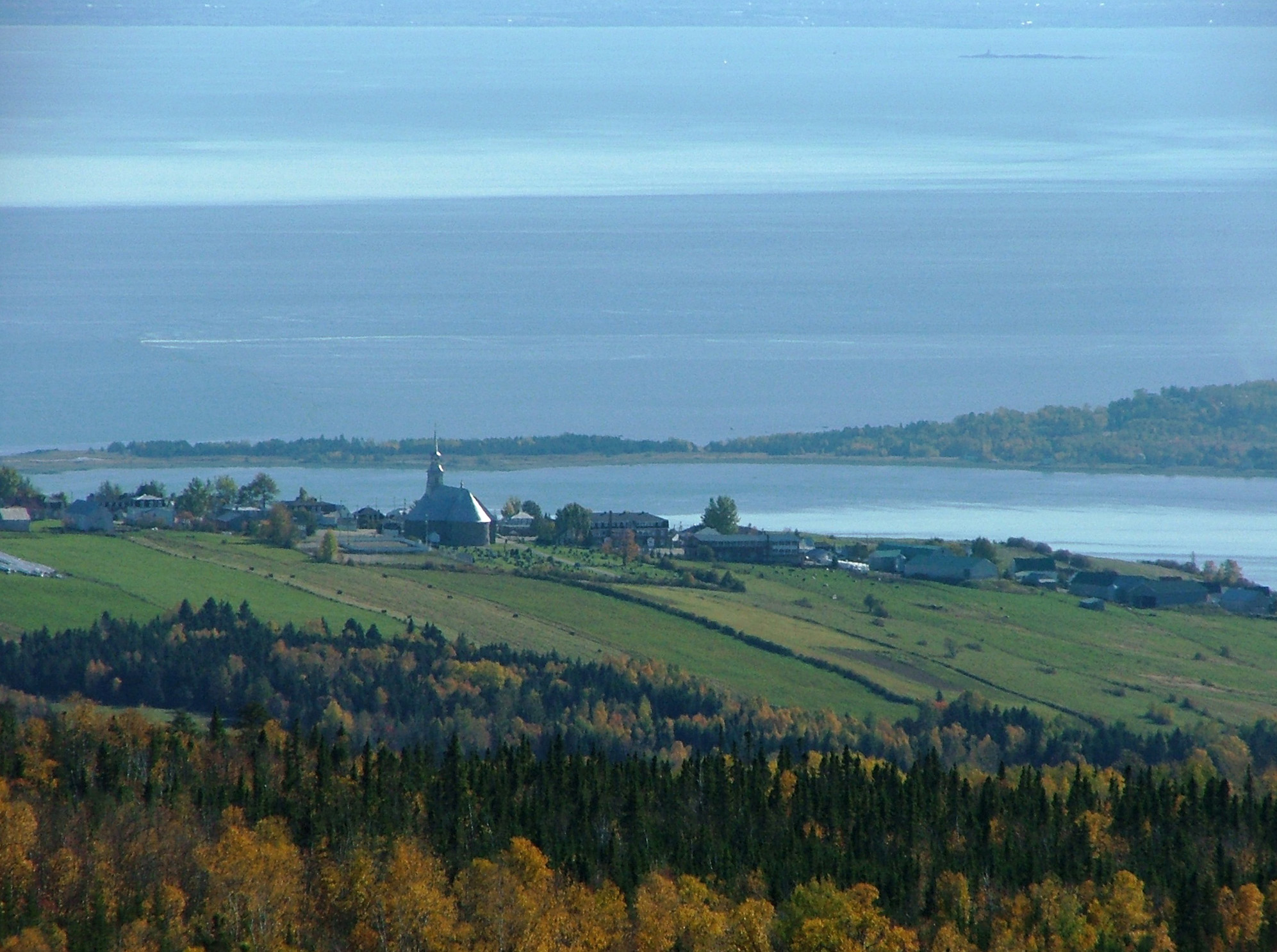
Les Éboulements
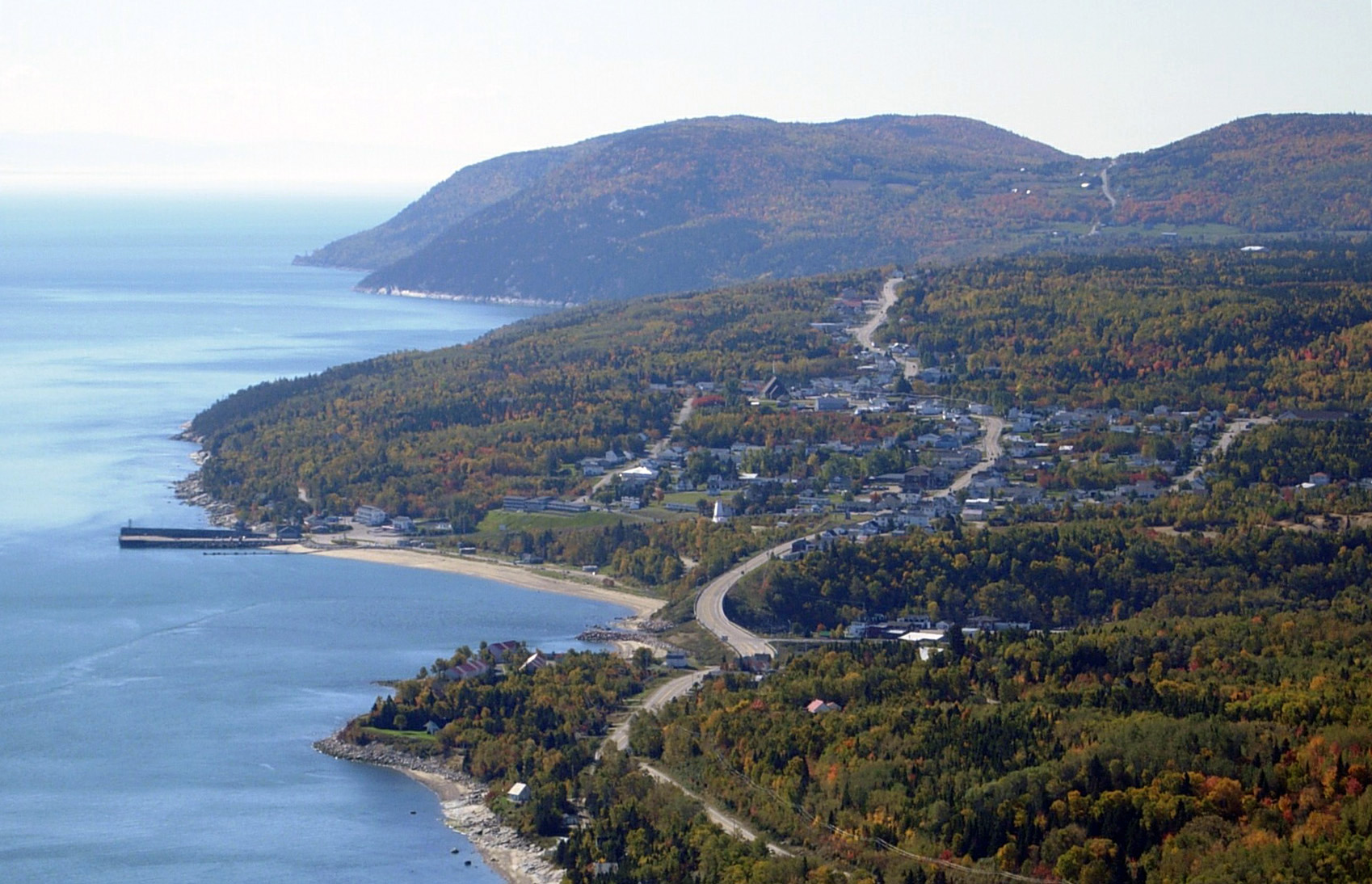
Saint-Siméon
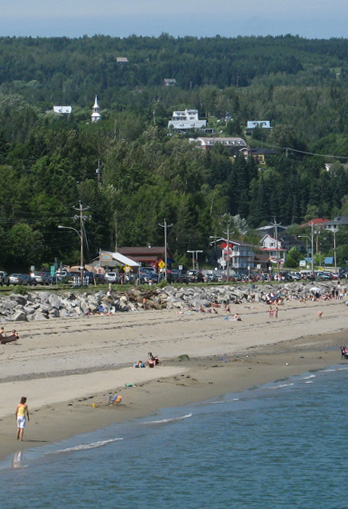
Saint-Irénée

### Québec/Capitale-Nationale

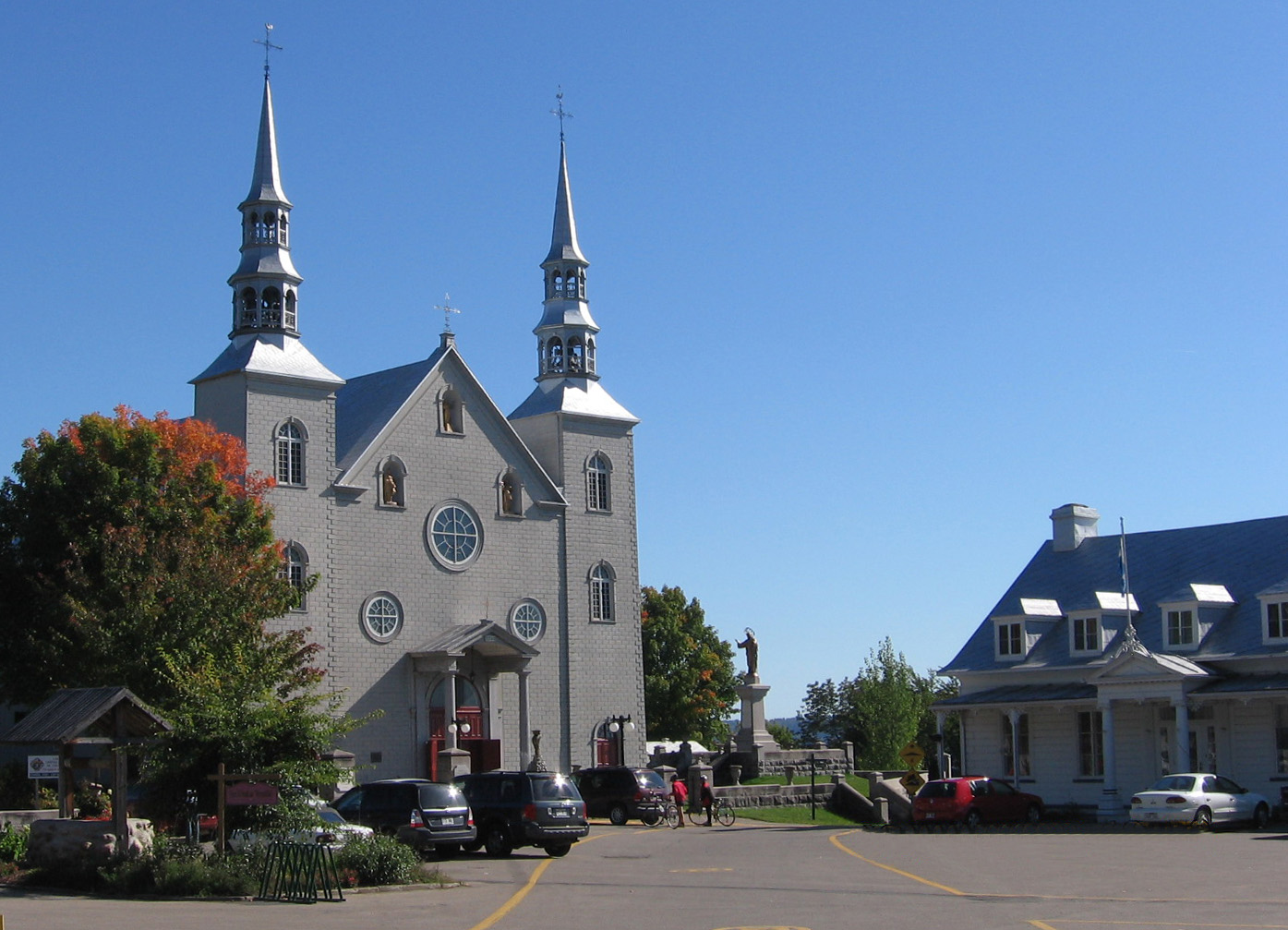
Cap-Santé
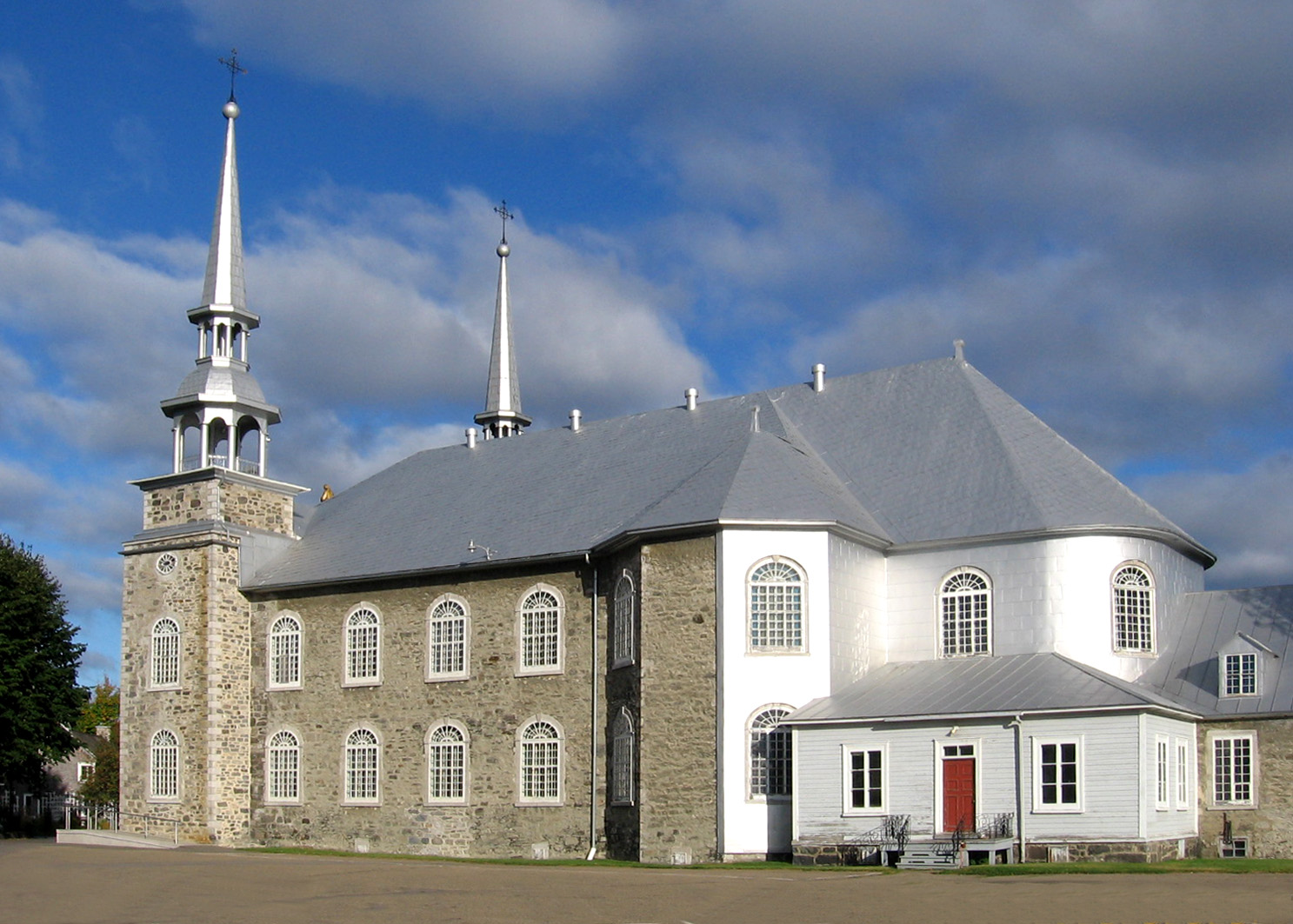
Deschambault-Grondines
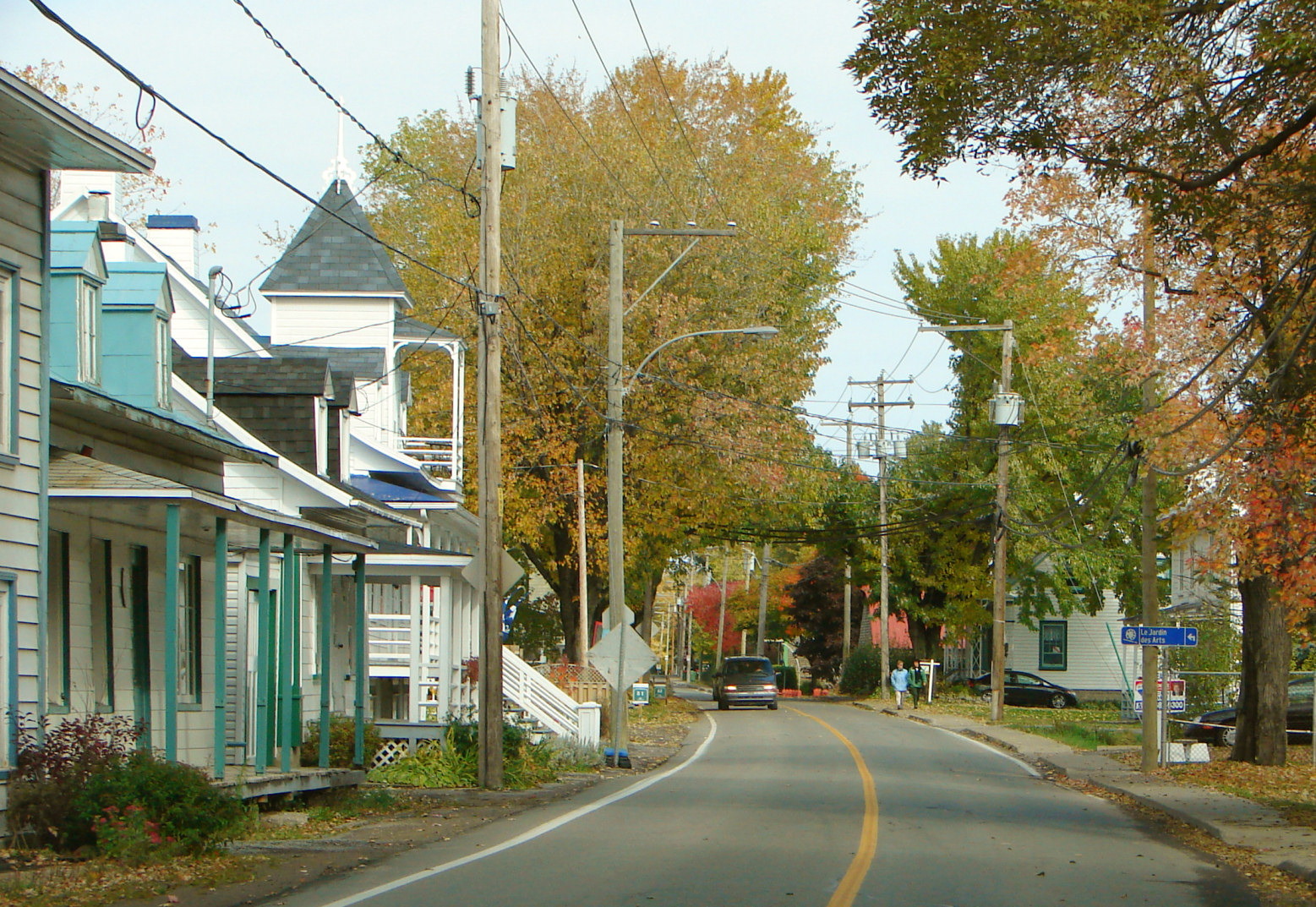
Saint-Laurent-de-l'Île-d'Orléans
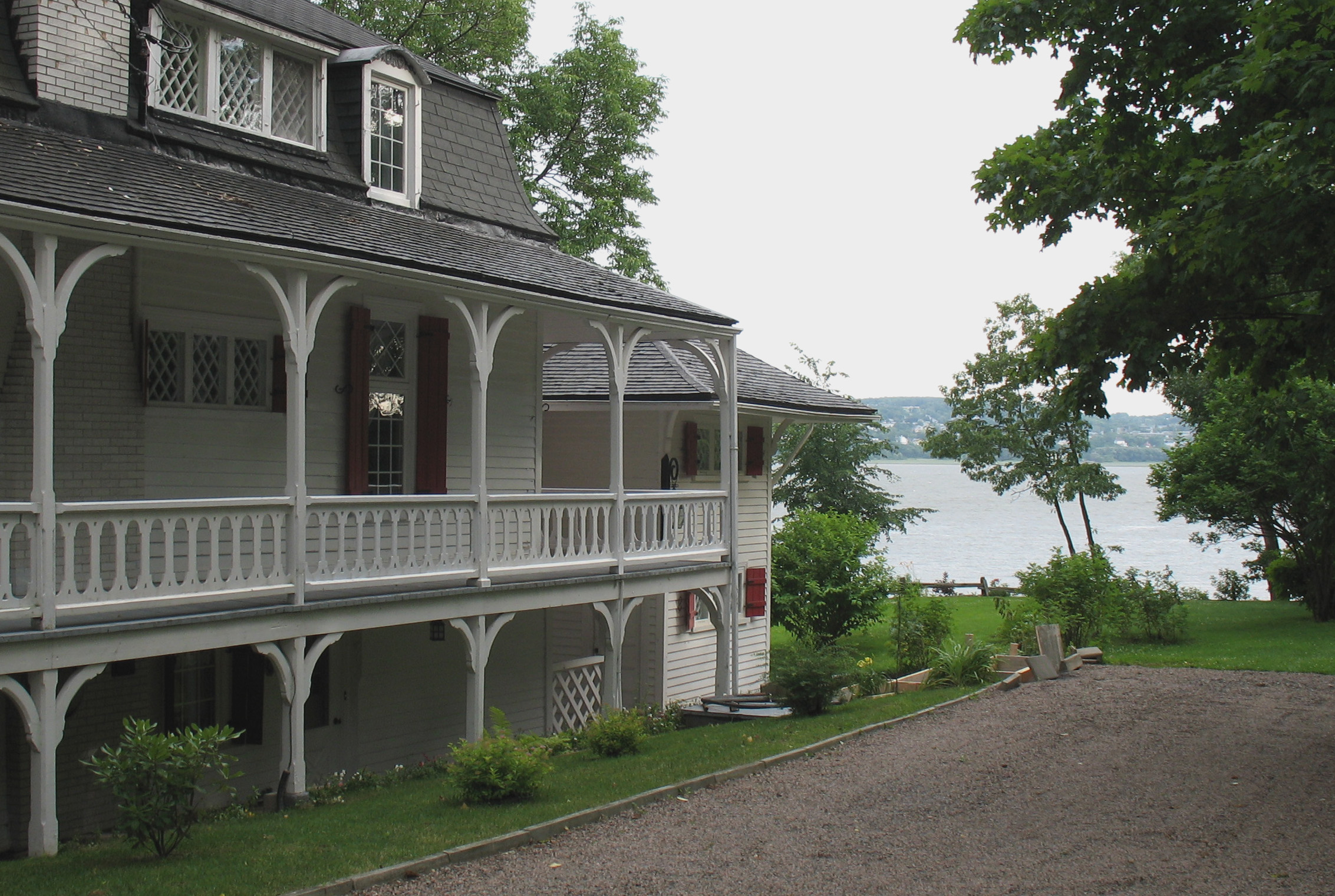
Sainte-Pétronille

Cap-Santé est le chef-lieu de la région de Portneuf, près de Québec. L'église actuelle, construite entre 1754 et 1767, est une des dernières qui furent érigées sous le régime français. La municipalité tient son nom de l'ancien français et signifie « cap sain ».
- Deschambault-Grondines

La municipalité a été créée en 2002 par la fusion des villages de Deschambault et de Grondines. Elle borde la rive nord du fleuve Saint-Laurent, entre Trois-Rivières et Québec. L'église Saint-Joseph de Deschambault et le vieux presbytère de Deschambault sont officiellement des monuments historiques, tandis que le moulin banal de Grondines est classé bien archéologique.
- Neuville

Fondée en 1684, Neuville est située le long du fleuve Saint-Laurent près de Québec. Petit village historique du comté de Portneuf, il est une destination régionale prisée pour son histoire, son environnement naturel et son cachet de banlieue cossue de la Vieille-Capitale. Neuville fait partie du réseau Les plus beaux villages du Québec.
- Saint-Jean-de-l'Île-d'Orléans

La municipalité est créée en 1855 sous le nom de Saint-Jean-Baptiste et prend son nom actuel en 2003. Elle est située sur le côté sud de l'l’île d'Orléans.
- Saint-Laurent-de-l'Île-d'Orléans

D'abord appelée Saint-Paul jusqu'en 1698, puis Saint-Laurent par la suite, cette municipalité a toujours eu une vocation maritime. Elle possède un parc maritime, un quai et un club nautique pouvant accueillir près de 150 embarcations. Le saint patron de la municipalité est Laurent de Rome.
- Sainte-Pétronille (Île-d'Orléans)

Située à la pointe sud-ouest de l’île d’Orléans, Sainte-Pétronille, avec ses belles et grandes demeures, offre une vue unique sur Québec et la chute Montmorency.
- Cap-Santé
- Deschambault-Grondines
- Saint-Laurent-de-l'Île-d'Orléans
- Sainte-Pétronille

### Chaudière-Appalaches
- L'Islet
- Lotbinière

Au bord du fleuve Saint-Laurent, Lotbinière compte plusieurs édifices classés « monument historique » qui font partie de la liste des biens culturels du Québec, dont la maison François Bélanger (1770-1784), la maison Ambroise-Chavigny-De La Chevrotière (1817), la maison Pagé (1815), la chapelle de procession de Saint-Louis (1834), l'église de Saint-Louis (1818-1822) ainsi que les moulins à eau du Domaine (1799) et du Portage (1815-1817).
- Saint-Antoine-de-Tilly

D'une magnifique architecture, l'église de Saint-Antoine-de-Tilly est classée « monument historique ». La place de l'église, bornée par des bâtiments patrimoniaux, maisons centenaires et magasins généraux bien conservés, donne accès au cimetière, à un belvédère et à une côte d'accès au fleuve Saint-Laurent.
- Saint-Michel-de-Bellechasse
- Saint-Vallier

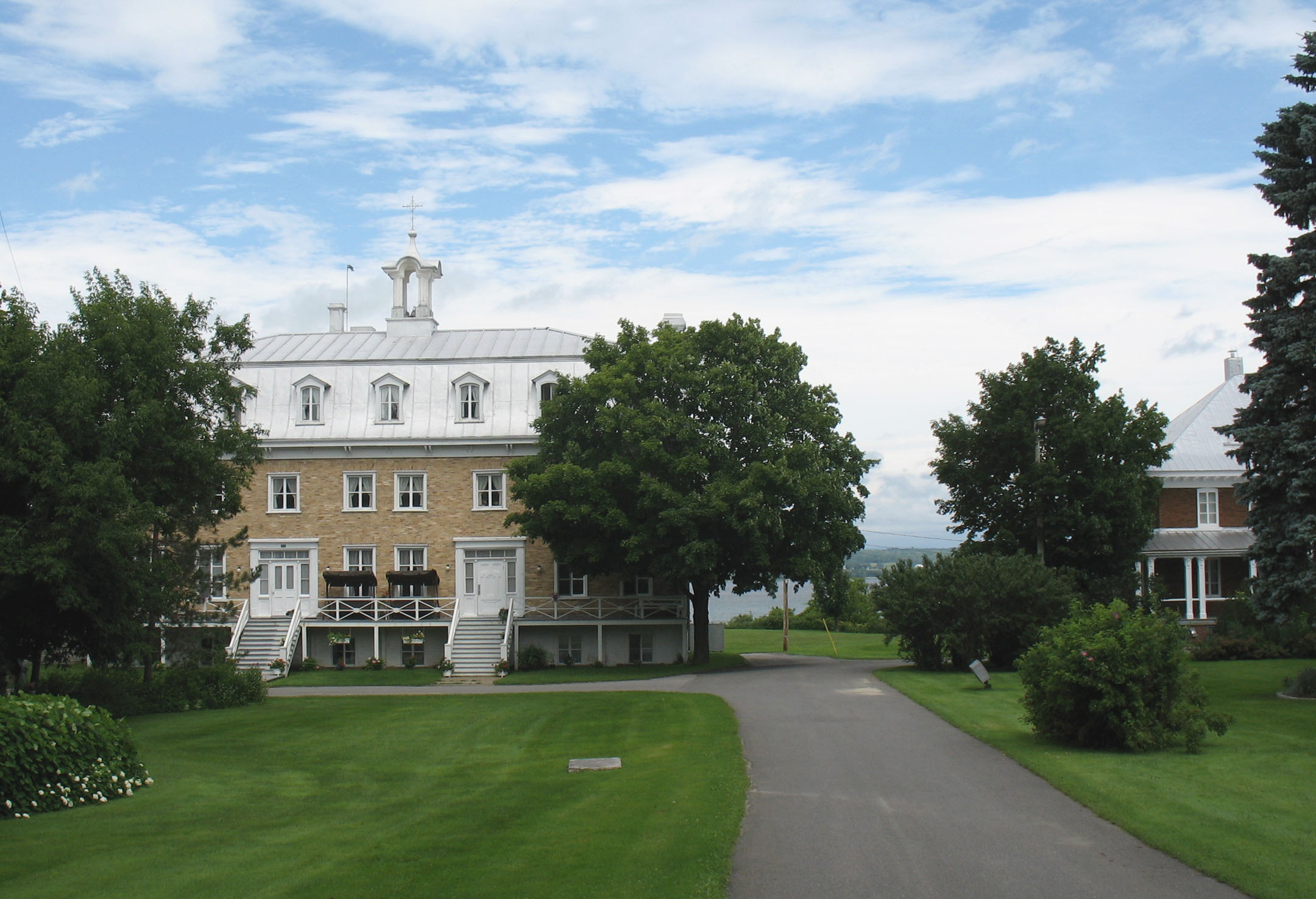
Lotbinière
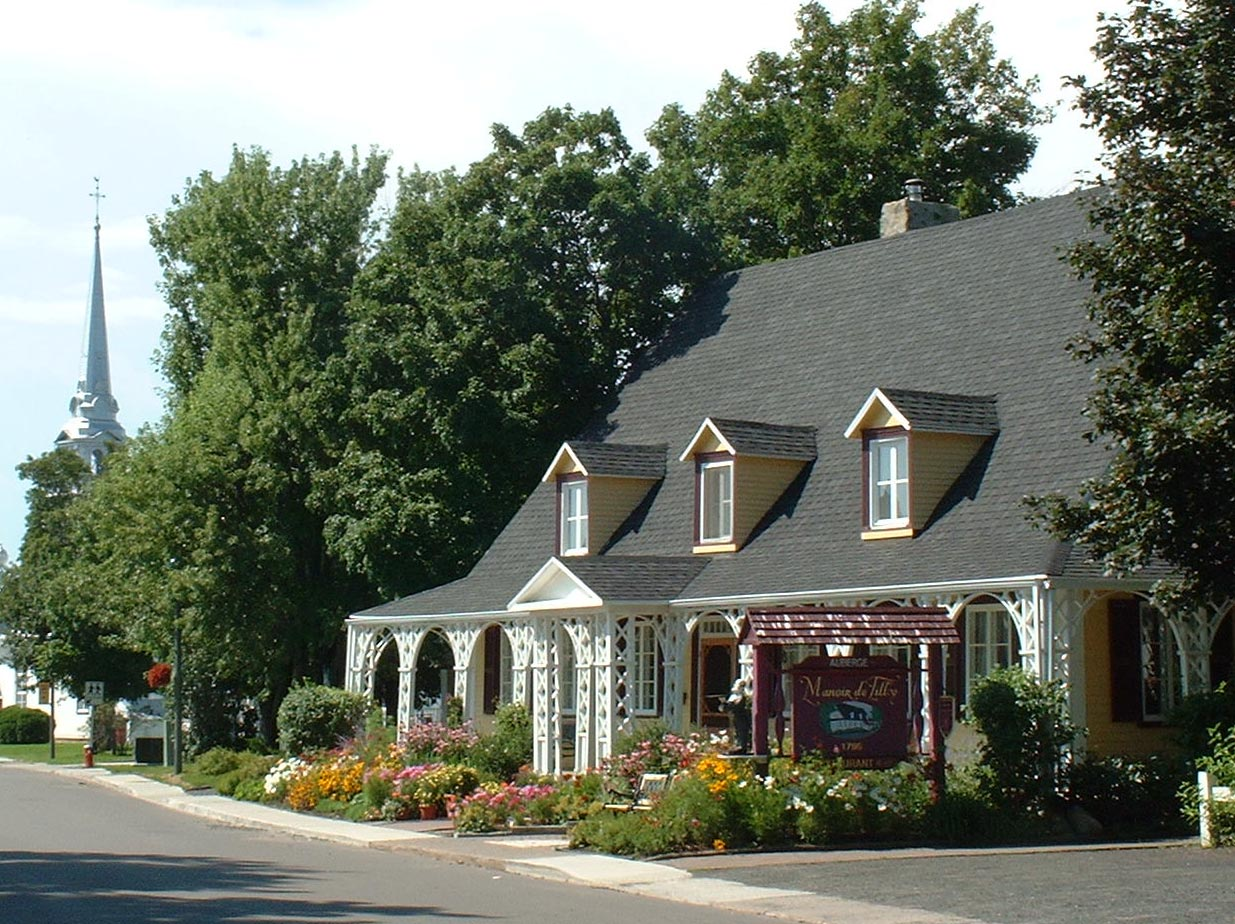
Saint-Antoine-de-Tilly
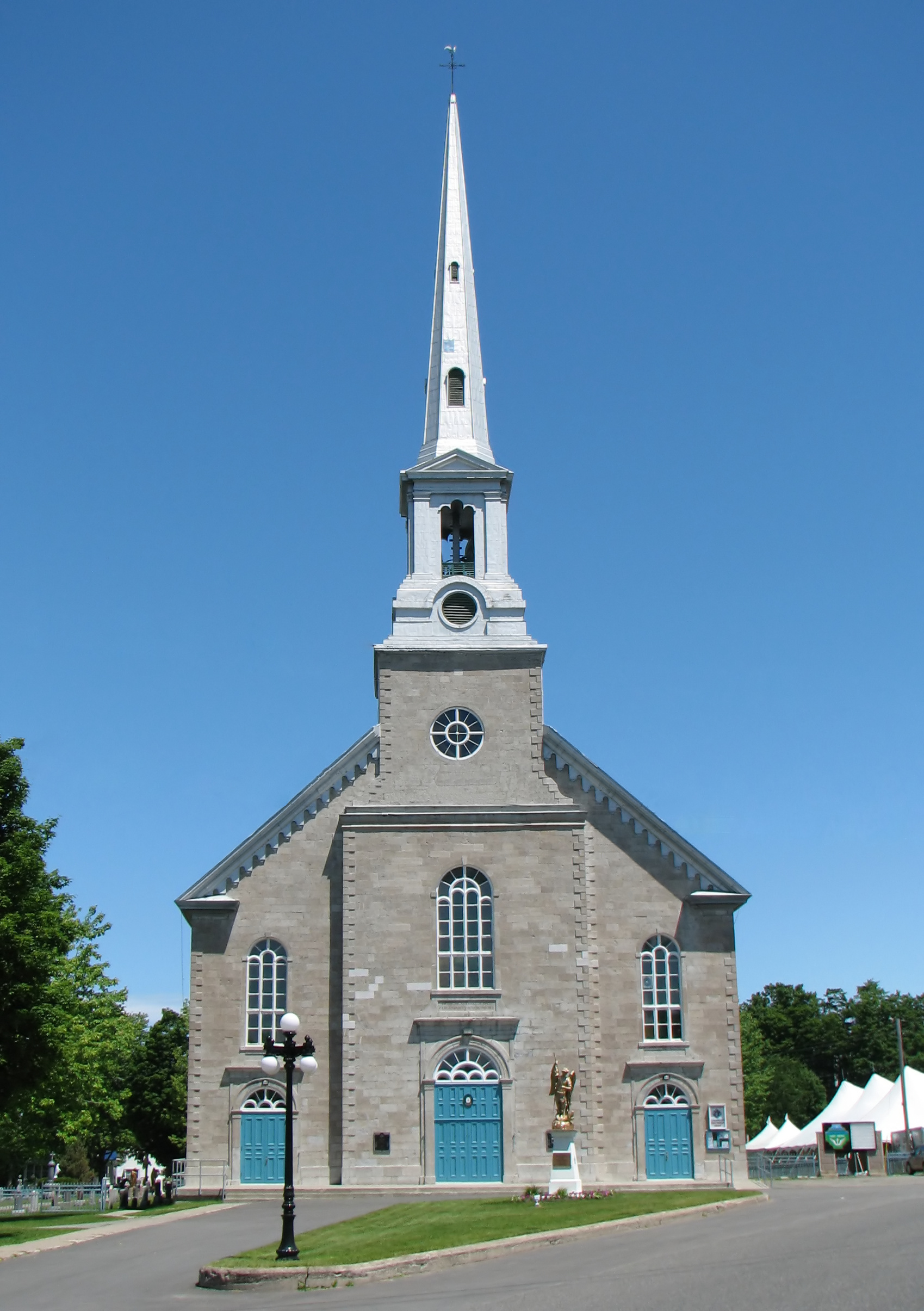
Saint-Michel-de-Bellechasse

### Mauricie
- Batiscan
- Champlain

Fondée le 8 août 1664, Champlain est la huitième plus ancienne localité du Québec. Son nom est celui de Samuel de Champlain, fondateur de la Nouvelle-France. C’est lui-même qui donna son nom à la rivière Champlain. La municipalité s'étend sur les anciens territoires de la seigneurie de Champlain et des fiefs Marsolet et Hertel. Champlain est un lieu où l’agriculture est florissante, un lieu de retraite de capitaines, de pilotes et de navigateurs de bateaux, un lieu de villégiature, et enfin un lieu de patrimoine et d’histoire. Son église est classée monument historique, ses œuvres remontent au XVIIe siècle.

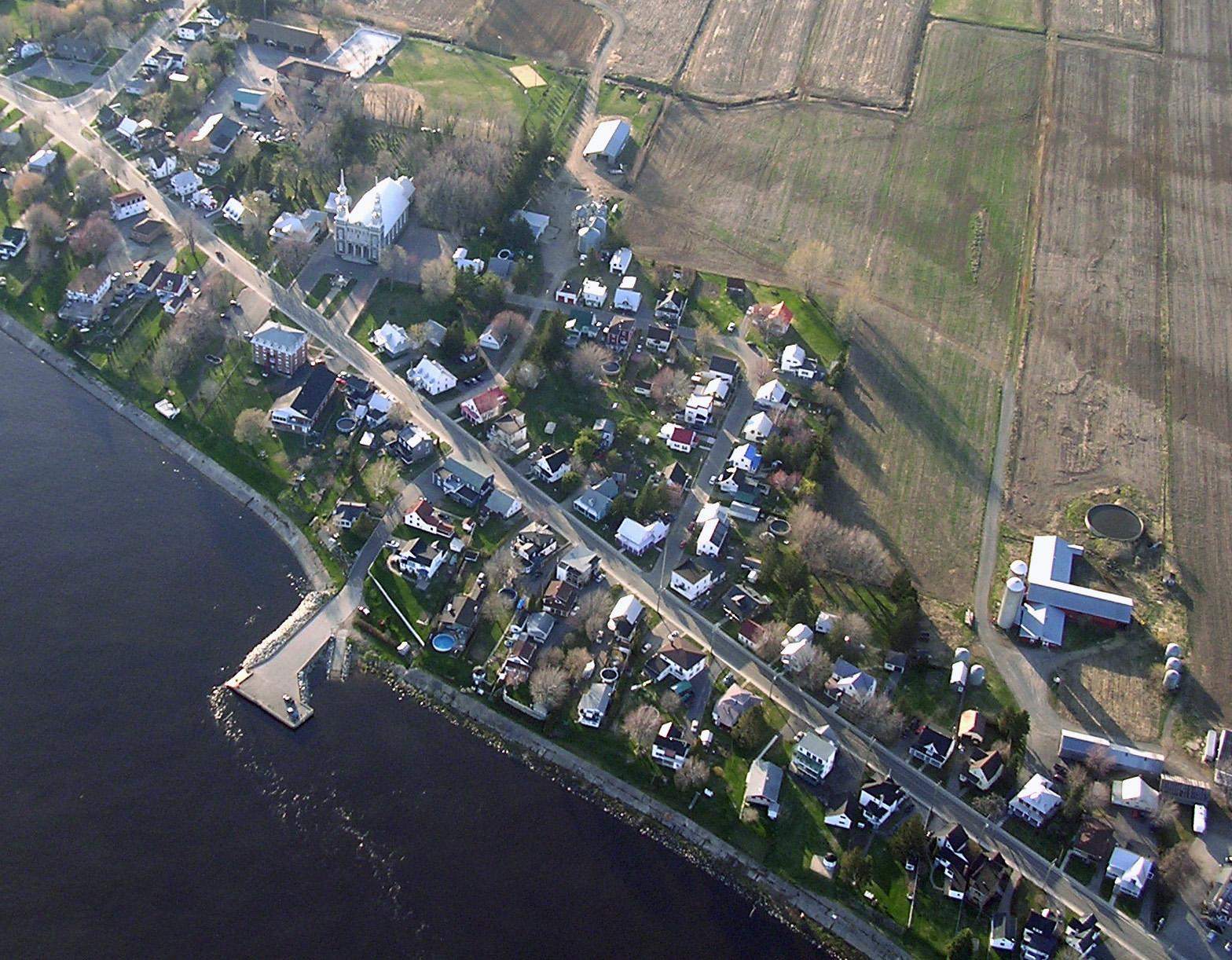
Champlain

### Cantons-de-l'Est / Estrie

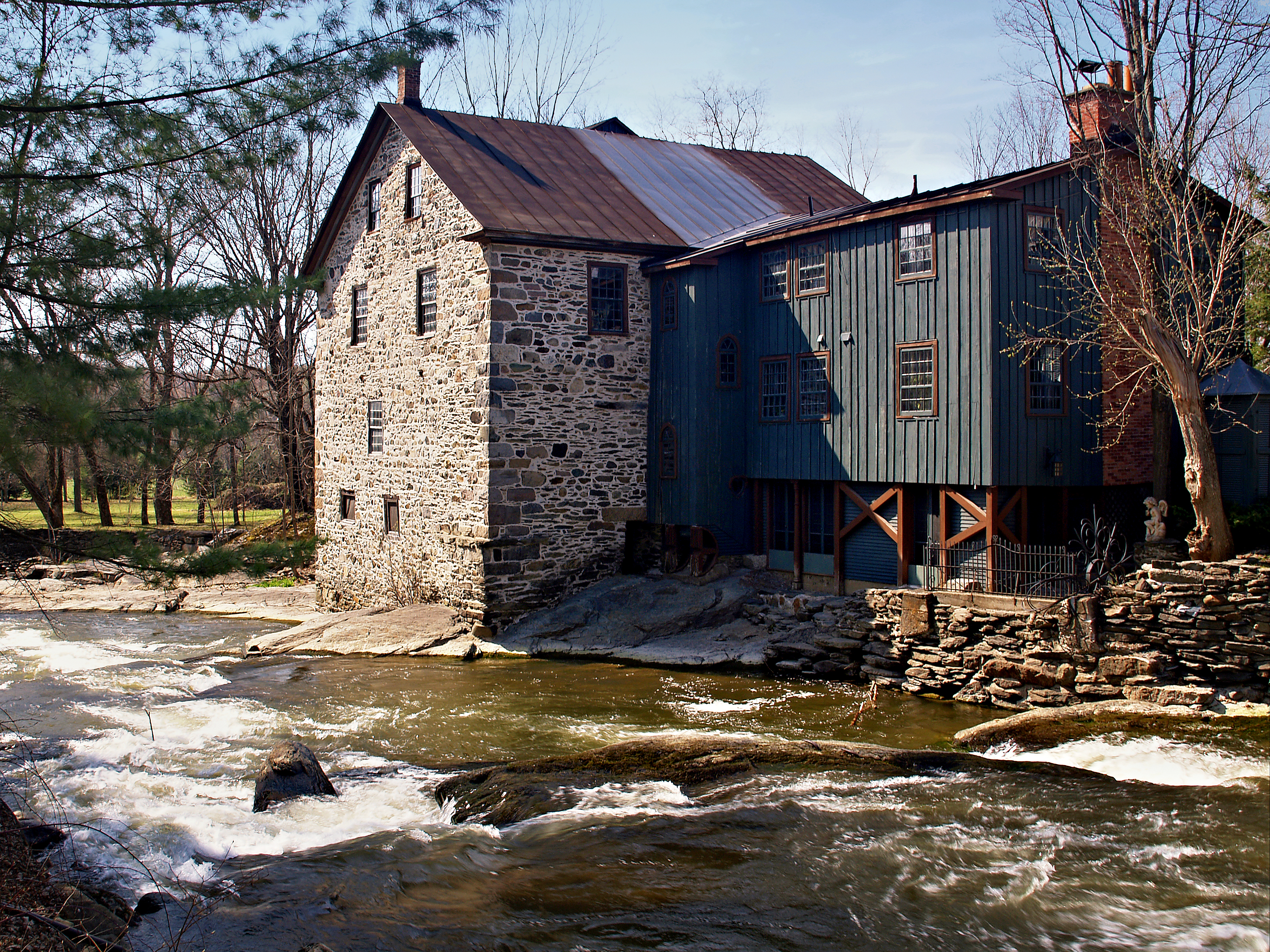
Frelighsburg
- Knowlton
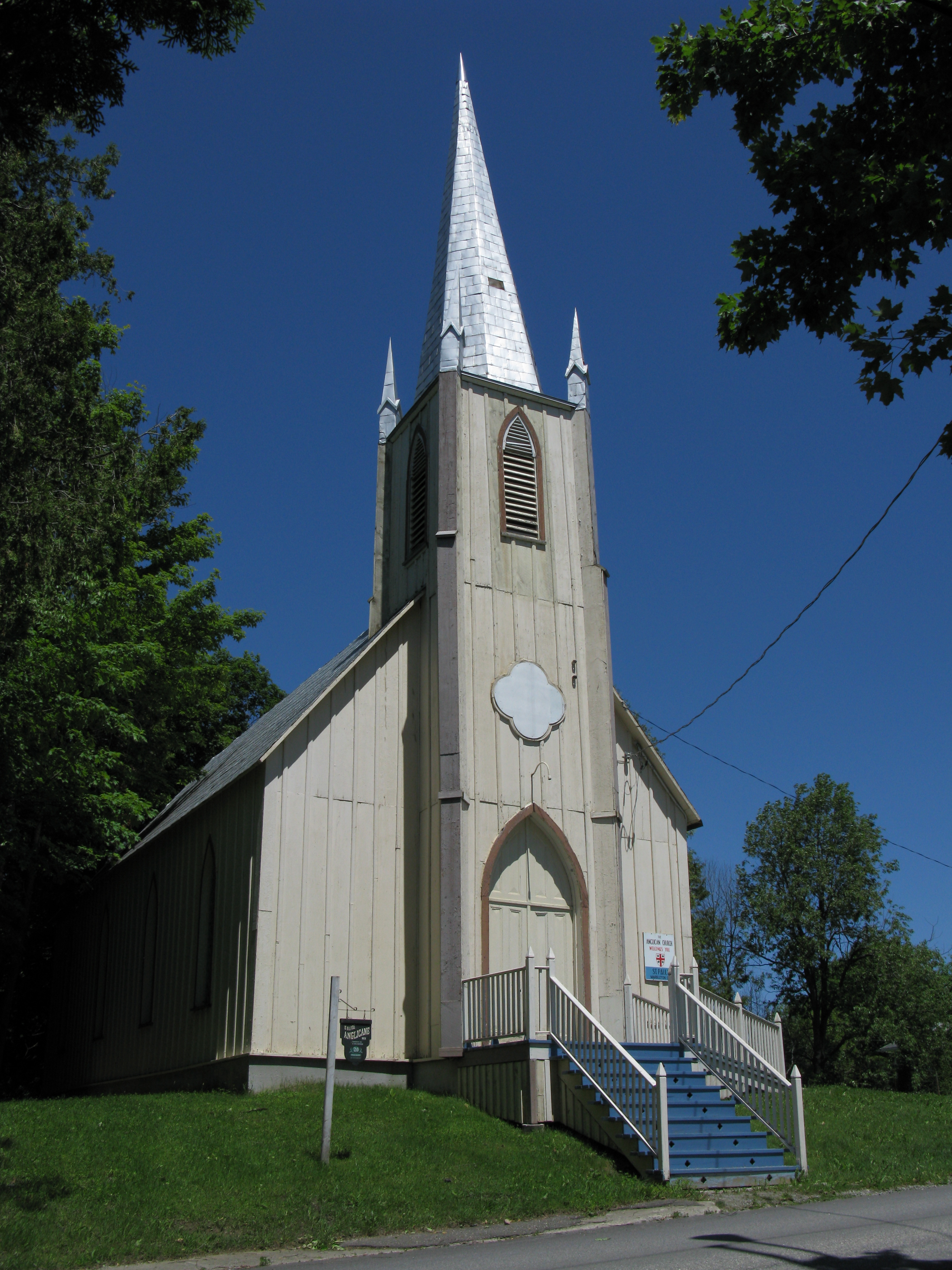
Dudswell
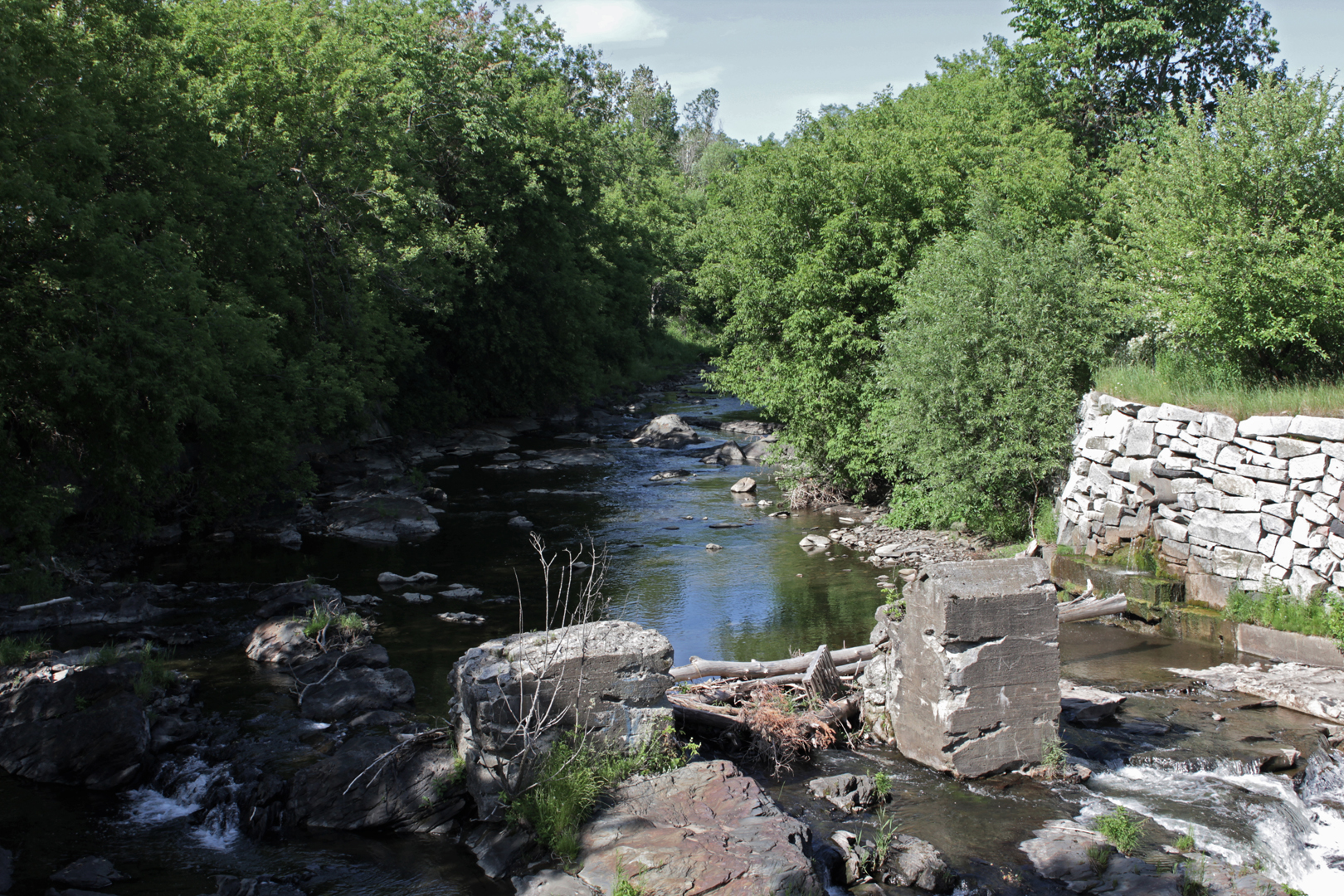
Stanstead

- Frelighsburg
- Dudswell
- Stanstead

### Montérégie
- Calixa-Lavallée
- Hudson

Hudson est située à 60 kilomètres à l’ouest de Montréal et 150 kilomètres à l’est d’Ottawa, en Montérégie. Le nom de la municipalité rappelle le rôle historique de George Matthews, propriétaire d'une importante verrerie locale établie en 1845 et dont l'épouse s'appelait Elisa Hudson.
- Saint-Antoine-sur-Richelieu
- Saint-Denis-sur-Richelieu
- Saint-Marc-sur-Richelieu (nouveau)
- Verchères

Verchères, située sur la rive-sud du fleuve Saint-Laurent, au nord-est de Montréal, a une riche histoire. Son nom rappelle celui de son premier seigneur, François Jarret de Verchères (1641-1700) et c'est à cet endroit que Madeleine de Verchères repoussa une attaque iroquoise, sur la rive du Saint-Laurent, en s'abritant avec quelques villageois dans un fort muni de meurtrières.

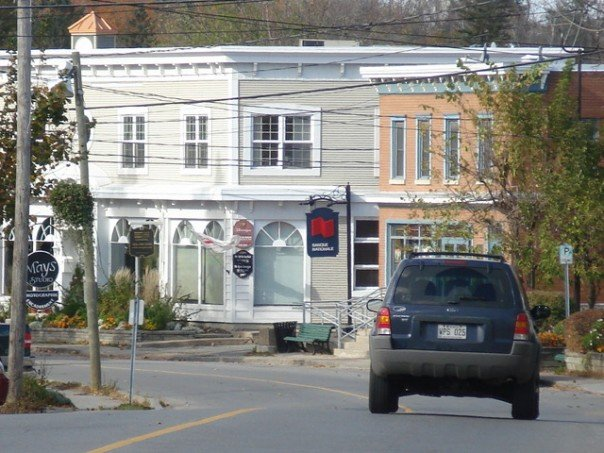
Hudson
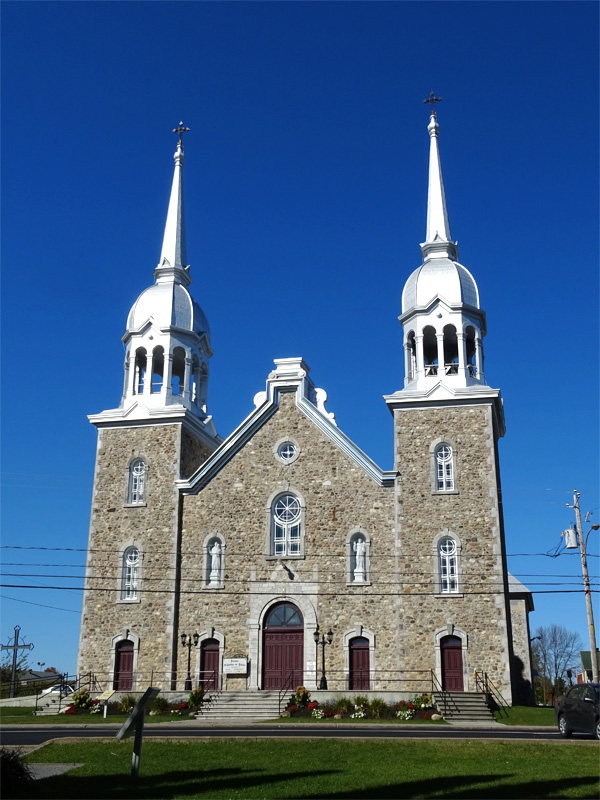
Saint-Antoine-sur-Richelieu
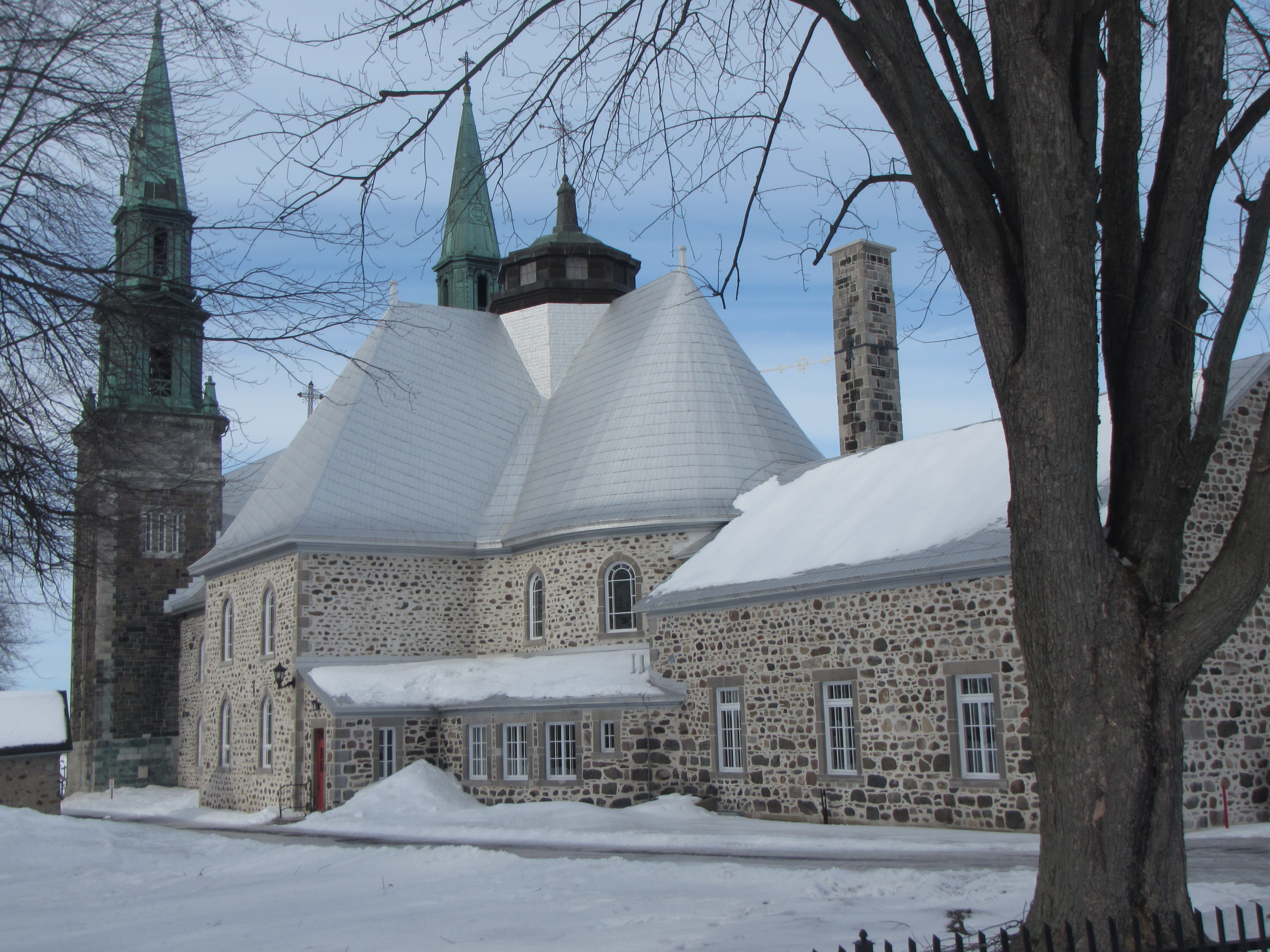
Saint-Denis-sur-Richelieu
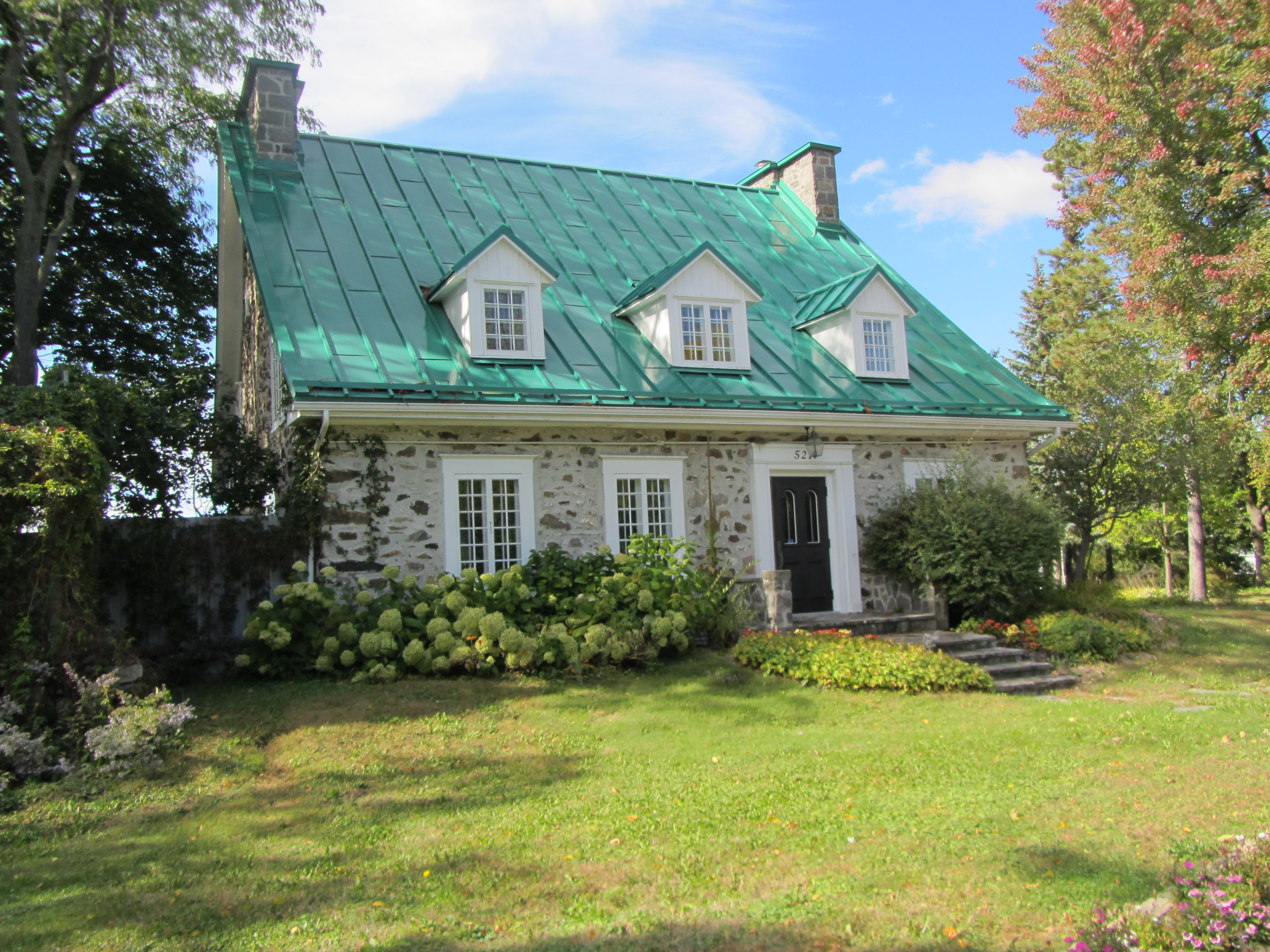
Saint-Marc-sur-Richelieu
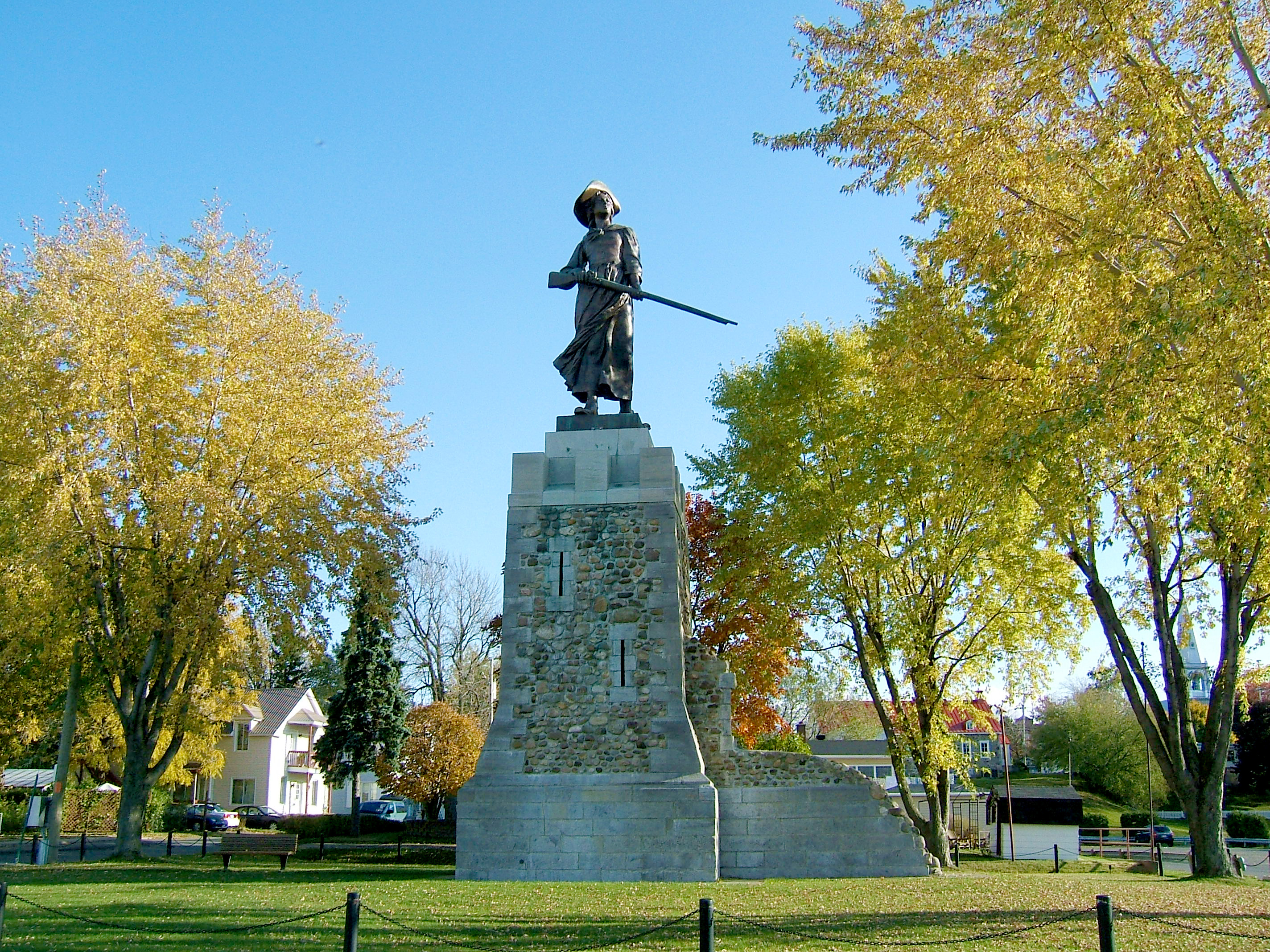
Verchères